# Paleocén

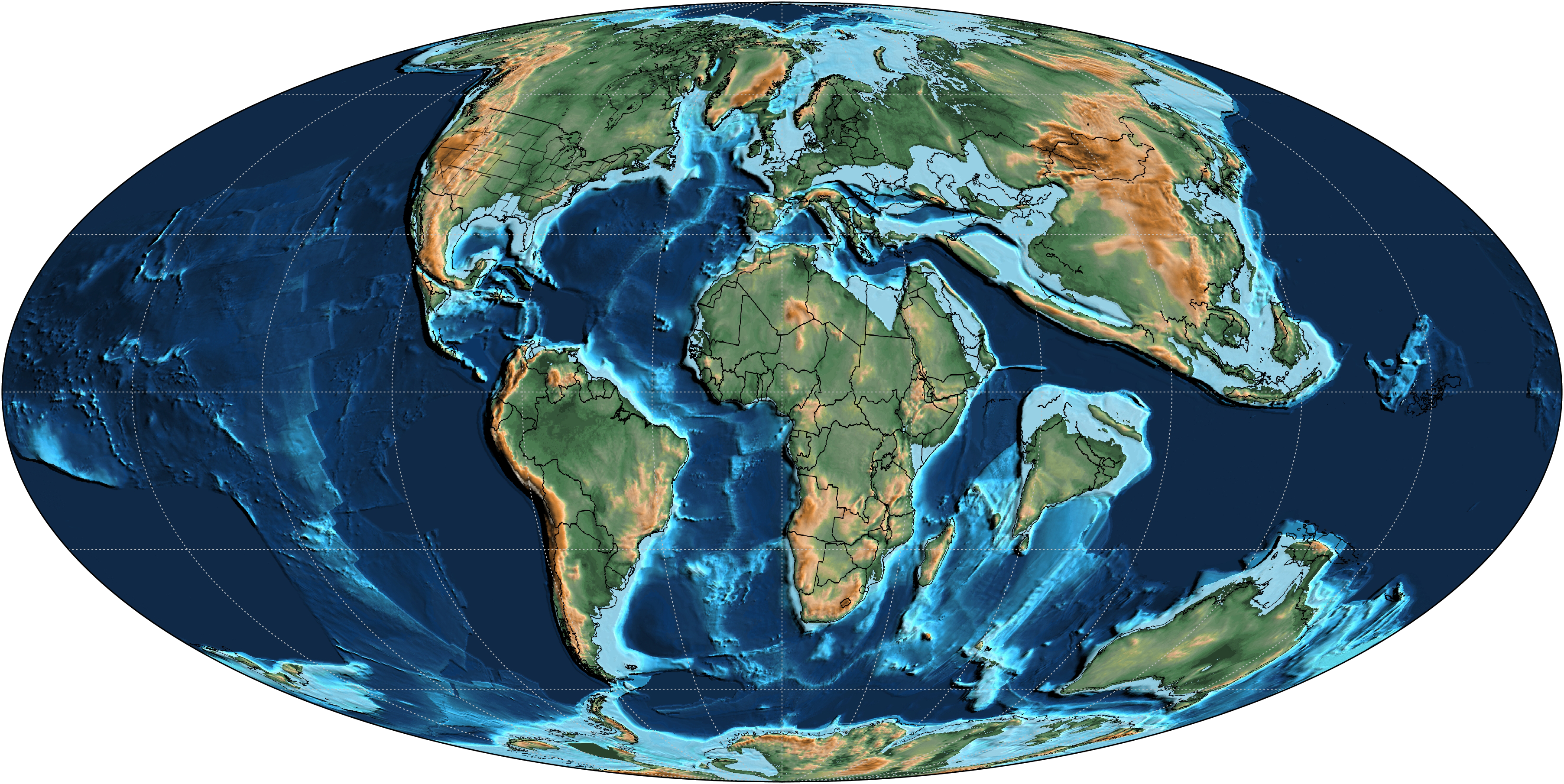
Rozložení kontinentů ve věku seland před asi 60 miliony lety

Paleocén je geologická epocha, která probíhala přibližně mezi 66 až 56 miliony lety. Jde o první epochu periody paleogénu v éře kenozoika. Název kombinuje starořecké slovo palaiós (παλαιός) ve významu „starý“ a označení pro navazující epochu eocén ve významu „nový úsvit“.
Paleocén vymezují dvě důležité události v historii Země. Začíná po vymírání na konci křídy, způsobeném dopadem asteroidu (chicxulubský impakt) a snad i vulkanismem (Dekkánské trapy), během něhož došlo k vyhynutí 75 % druhů včetně neptačích dinosaurů. Epocha končí paleocenně-eocenním teplotním maximem (PETM), klimatickou událostí, při níž se do atmosféry a oceánských systémů uvolnilo asi 2 500–4 500 gigatun uhlíku, což způsobilo prudký nárůst globálních teplot a okyselení oceánů.
V paleocénu zůstávaly kontinenty severní polokoule stále spojeny některými pevninskými mosty a nedošlo ještě ani k úplnému rozpadu Gondwany na Jižní Ameriku, Antarktidu a Austrálii. Během paleocénu se vyzdvihly Skalnaté hory, obě Ameriky zůstávaly oddělené, indická deska poprvé kolidovala s eurasijskou deskou a při třetí největší vulkanické události za posledních 150 milionů let se zformovala severoatlantická vulkanická provincie. Termohalinní cirkulace v oceánech se pravděpodobně výrazně odlišovala od současného stavu, se sestupným prouděním spíše v severním Pacifiku než v severním Atlantiku, a ovlivňovala ji spíše salinita než gradient teplot.
Po vymírání na konci křídy došlo k výměně rostlinných a živočišných společenstev. Průměrná globální teplota činila asi 24–25 °C, panovalo tedy teplé klima bez trvalých ledových příkrovů na pólech. Po celém světě včetně pólů existovaly lesní ekosystémy, ale tyto porosty měly nízkou druhovou rozmanitost a byly osídleny zejména menšími živočichy, kteří rychle obsazovali prázdné ekologické niky. Kvůli nepřítomnosti velkých býložravců byly lesy poměrně husté. Mezi diverzifikovanými skupinami savců z té doby lze identifikovat rané placentály a vačnatce, ale příbuzenské vztahy většiny paleocenních savců zůstávají často nejisté. Extrémně rychle se diverzifikovali ptáci. V mořích došlo k diverzifikaci paprskoploutvých ryb, které ovládly otevřený oceán i obnovující se ekosystémy korálových útesů.

## Etymologie

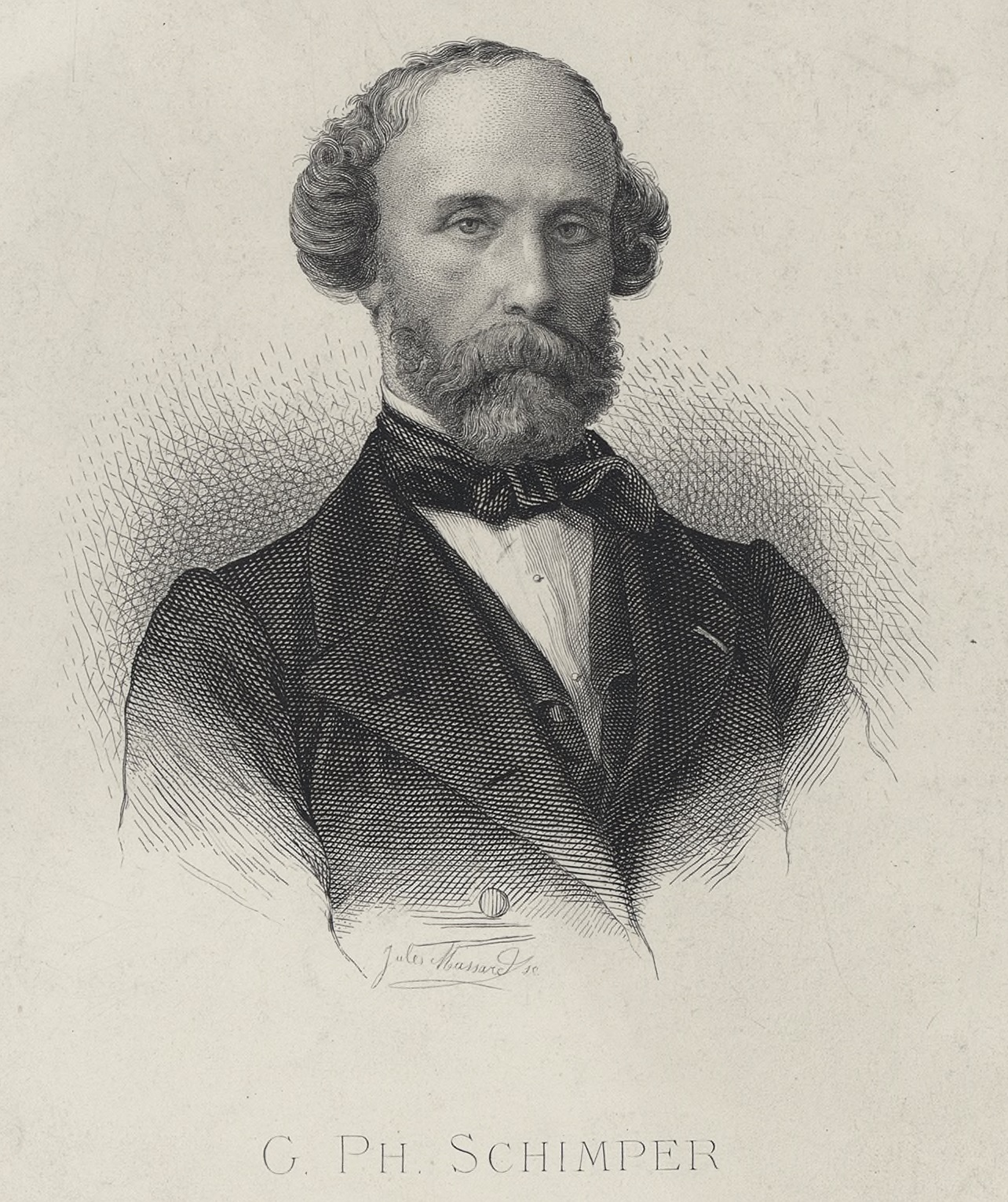
Wilhelm Philipp Schimper, autor termínu „paleocén“.

Slovo „paleocén“ (v podobě Paléocène) poprvé použil francouzský paleobotanik a geolog Wilhelm Philipp Schimper v roce 1874 při popisu nalezišť poblíž Paříže. Názvosloví pro různá geologická období však v tuto dobu ještě zůstávala nejednotná. Italský geolog Giovanni Arduino roku 1759 rozdělil úseky života na Zemi na prvohory (paleozoikum), druhohory (mezozoikum) a třetihory a francouzský geolog Jules Desnoyers v roce 1829 navrhl oddělit od třetihor nové období, kvartér (neboli čtvrtohory). Skotský geolog Charles Lyell, jenž neuznával kvartér, v roce 1833 rozdělil třetihory na eocén, miocén, pliocén a nový pliocén (holocén). Britský geolog John Phillips navrhl v roce 1840 namísto třetihor používat termín kenozoikum. Rakouský paleontolog Moritz Hörnes v roce 1853 začal pro eocén používat termín paleogén a pro miocén a pliocén termín neogén. Nově vytvořená Mezinárodní stratigrafická komise (ICS) po desetiletích zmatků v roce 1969 standardizovala stratigrafii na základě názorů převládajících v Evropě: éra kenozoika se díky tomu začala dělit na terciér (třetihory) a kvartér (čtvrtohory), přičemž terciér se dělil na paleogén a neogén. Podle oficiální definice z roku 1978 paleogén zahrnoval paleocén, eocén a oligocén, zatímco neogén zahrnoval miocén a pliocén.
Termín „paleocén“ je blend starořeckého palaios (παλαιός) ve významu „starý“ a slova „eocén“. Název lze tedy přeložit ve smyslu „stará část eocénu“. Termín „eocén“ je zase odvozen ze starořeckého eos (ἠώς) ve významu „úsvit“ a kainos (καινός) ve významu „nový“ nebo „nedávný“. Termín paleocén se začal široce používat až kolem roku 1920. V Severní Americe a kontinentální Evropě se standardně hláskuje jako „paleocén“ („paleocene“), zatímco ve Spojeném království jako „palaeocene“. Geolog T. C. R. Pulvertaft tvrdil, že druhý zmiňovaný přepis je nekorektní, protože původní předpona palæo- používá ligaturu æ, nikoli jednotlivá písmena „a“ a „e“. Proto by se měla ponechat, anebo odstranit obě písmena, ale nikoli pouze jedno z nich.

## Geologie

### Hranice

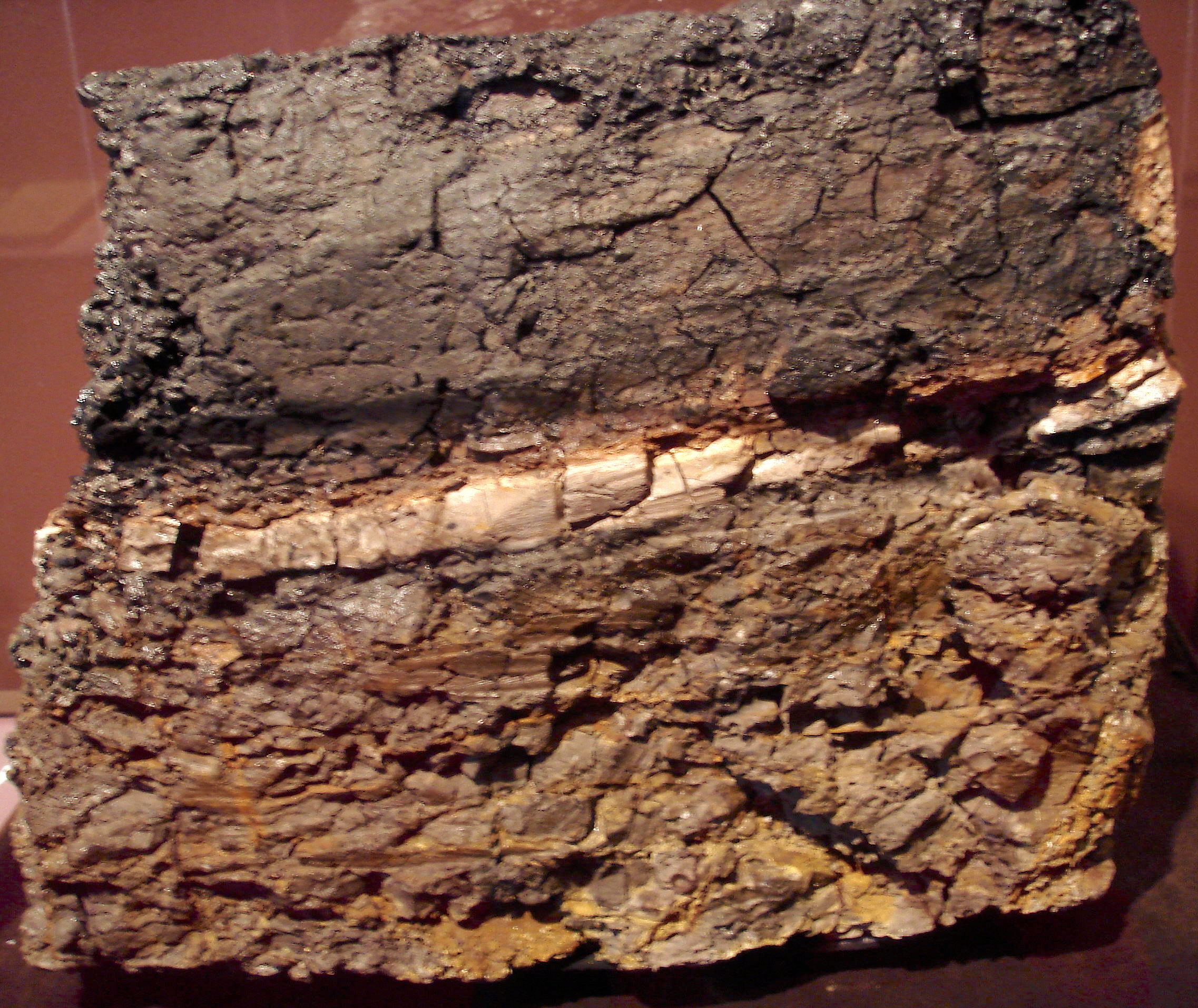
Hranice K–Pg ve wyomingské hornině (bílý pruh uprostřed)

Paleocenní epocha trvala asi 10 milionů let. Začíná bezprostředně po vymírání na konci křídy, které odděluje éry mezozoika a kenozoika, a zahajuje periodu paleogénu. Dělí se do tří věků: dan před 66 až 61,6 miliony lety, seland před 61,6 až 59,2 miliony lety a thanet před 59,2 až 56 miliony lety. Po thanetu nastupuje epocha eocén.
Hranici K-Pg v geologickém záznamu na mnoha místech po celém světě charakterizují vrstvy s vysokým obsahem iridia (iridiová anomálie), stejně jako diskontinuita ve fosilním záznamu flóry a fauny. Na základě široce uznávané teorie došlo na konci křídy k dopadu 10 až 15 km širokého asteroidu, který na poloostrově Yucatán v Mexickém zálivu vytvořil kráter Chicxulub. Společně s výlevným vulkanismem Dekkánských trapů tyto příčiny vedly k hromadnému vymírání, která mělo za následek vyhubení 75 % všech druhů.
Paleocén skončil událostí známou jako paleocenní–eocenní teplotní maximum (PETM), krátkým obdobím intenzivního oteplování a okyselování oceánů způsobeným hromadným uvolňováním uhlíku do atmosféry a oceánských systémů. PETM vedlo k vymizení 30–50 % bentických dírkonošců – planktonních protistů, využívaných jako bioindikátory kvality mořského ekosystému (šlo o jedno z největších vymírání dírkonošců v kenozoiku). Krátké, ale pro další vývoj v kenozoiku velmi významné období PETM nastalo před asi 55,8 miliony lety.

### Stratigrafie
Geologové rozdělují horniny jednotlivých stratigrafických oddělení do stratigrafického souboru menších jednotek hornin nazývaných stupně, z nichž každá se vytvořila během odpovídajícího časového období nazývaného věk. Stupně mohou být definovány globálně nebo regionálně: na základě globálních stratotypů respektovaných Mezinárodní unií geologických věd se od roku 1989 paleocén dělí na dan, seland a thanet.
Dan poprvé definoval německo-švýcarský geolog Pierre Jean Édouard Desore v roce 1847 na základě dánského křídového souvrství v Stevns Klint a Faxse. Věk byl dlouhodobě řazen do období křídy, po níž následoval třetihorní stupeň mont. Ukázalo se však, že dan a mont představují shodný stupeň, Mezinárodní stratigrafická komise se proto roku 1982 usnesla označovat jako dan věk počínaje hranicí oddělující mezozoikum a kenozoikum. Roku 1991 byl jako globální stratotyp pro dan určen zachovalý úsek souvrství El Haria poblíž El Kef v Tunisku, který se za tímto účelem oficiálně používá od roku 2006.

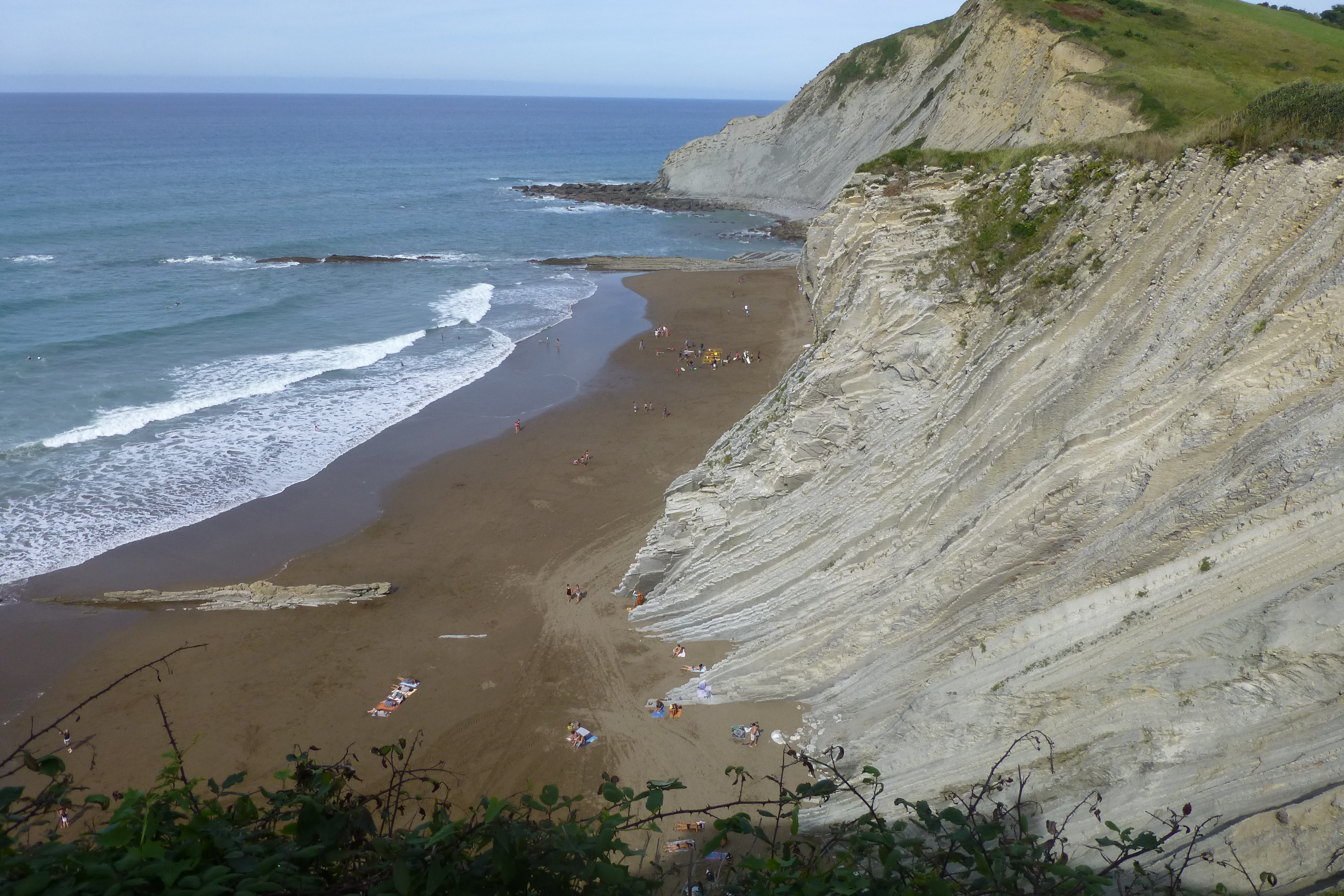
Mořské útesy pláže Itzurun poblíž města Zumaia

Globální stratotypy pro seland a thanet se shodně nacházejí na pláži Itzurun u baskického města Zumaia, přičemž výchoz zdejšího mořského útesu poskytuje souvislý záznam od spodního santonu až po spodní eocén. Paleocenní úsek má podobu téměř zcela dochovaného obnaženého útesu o mocnosti 165 m, složeného převážně ze střídajících se hemipelagických sedimentů uložených v hloubce asi 1 000 m. Danské sedimenty zde připadají do vápencového souvrství Aitzgorri, zatímco sedimenty ze selandu a thanetu do souvrství Itzurun. Souvrství Itzurun se dělí na skupiny A a B, jež odpovídají oběma stratigrafickým stupňům. Za globální stratotypy platí od roku 2008, přičemž útes byl za tímto účelem vybrán kvůli absenci hiátů, nízkému riziku eroze, geografické blízkosti vůči lokalitám, kde došlo k prvotnímu popisu obou stupňů, dostupnosti a chráněnému statusu oblasti vzhledem k jejímu geologickému významu.
Seland poprvé definoval dánský geolog Alfred Rosenkrantz v roce 1924 na základě sekce glaukonitických slínů bohatých na fosilie překrytých šedými jíly, která ležela nad vrstvami křídy a vápence z danu. Oblast nyní spadá do souvrství Æbelø, souvrství Holmehus a jílových vrstev Østerrende. Začátek selandského stupně definuje ukončení sedimentace karbonátových hornin v oblasti dnešního Severního moře, která probíhala předchozích 40 milionů let. Selandské vrstvy zde však přímo překrývá až eocenní souvrství Fur (thanet zde není zastoupen); kvůli této diskontinuitě ve stratigrafickém záznamu se jako globální stratotyp uznává ten baskický. Začátek selandu doprovází indexové nanofosilie Fasciculithus tympaniformis, Neochiastozygus perfectus a Chiasmolithus edentulus.
Thanet poprvé definoval švýcarský geolog Eugène Renevier v roce 1873, a to na základě souvrství Thanet, Woolwich a Reading v jižní Anglii. V roce 1880 francouzský geolog Gustave Frédéric Dollfus zúžil definici pouze na souvrství Thanet. Thanet začíná krátce po krátkodobém klimatickém výkyvu způsobeném nárůstem metanu, v Itzurunu zaznamenaném jako asi 1 m mocná, temně zbarvená vrstva (v důsledku nedostatku uhličitanu vápenatého). Na pláži Itzurun vrstvy thanetu začínají asi 29 m nad bází selandu, vyznačují se prvním výskytem řasy Discoaster a diverzifikací rodu Heliolithus, i když nejlepší korelace poskytují paleomagnetická data: thanet odpovídá chronu C26r/C26n.

### Ložiska nerostů a uhlovodíků

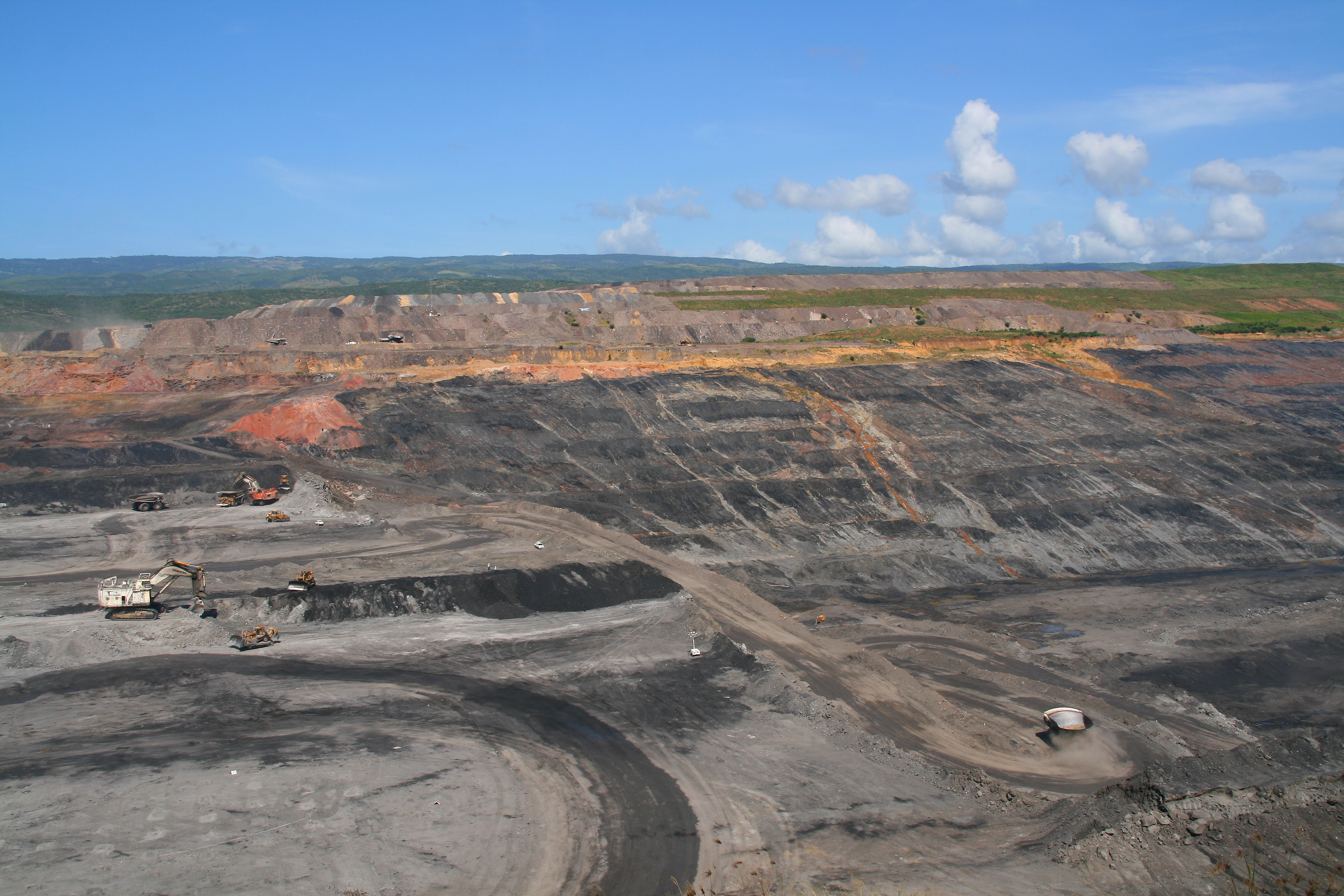
Důl Cerrejón, největší povrchový důl v Kolumbii

Během paleocénu vzniklo několik ekonomicky důležitých uhelných ložisek, jako např. souvrství sub-bituminózního uhlí Fort Union v povodí Powder River ve Wyomingu a Montaně, odkud pochází asi 43 % amerického uhlí. Dále lze zmínit skupinu Wilcox v Texasu (nejbohatší naleziště v nížině Mexického zálivu) anebo důl Cerrejón v Kolumbii (největší povrchový důl tohoto státu). Paleocenní uhlí se od začátku 20. století ve velké míře těžilo i na Špicberkách a jeho další ložiska se nacházejí na Kanadském arktickém souostroví a severní Sibiři. V Severním moři existují rovněž ložiska zemního plynu, resp. ropy, jež v době svého objevení činila 2,23 bilionů kubických metrů, resp. 13,54 miliard barelů. Z přelomu paleocénu a eocénu také pocházejí důležitá ložiska fosfátů – převážně francolitu –, která se nacházejí poblíž města Métlaoui v Tunisku.

### Impaktní krátery

Kráter pod grónským ledovcem Hiawatha

Impaktní krátery vytvořené v paleocénu zahrnují: kráter Connolly Basin v Západní Austrálii (<60 milionů let), kráter Marquez v Texasu (58 milionů let), kráter pod ledovcem Hiawatha v Grónsku (58 milionů let) a možná i kráter Jabel Waqf as Suwwan v Jordánsku (56–37 milionů let). Za pozůstatek impaktních vyvrženin (ejektů) se pokládají i naleziště osbornitů bohatých na vanad z ostrova Skye ve Skotsku, stará asi 60 milionů let. Z hranice K-Pg pochází proslulý mexický kráter Chicxulub, pozůstatek asteroidu, jenž byl hlavní příčinou vymírání na konci křídy, ale také např. ukrajinský kráter Boltyš, datovaný do období před asi 65,4 miliony lety, o něco mladší kanadský kráter Eagle Butte nebo brazilský kráter Vista Alegre (jenž však může být dle některých odhadů starý i 115 milionů let). Sféruly z křemičitého skla podél východního pobřeží USA naznačují impaktní událost i během PETM.

## Paleogeografie

### Paleotektonika

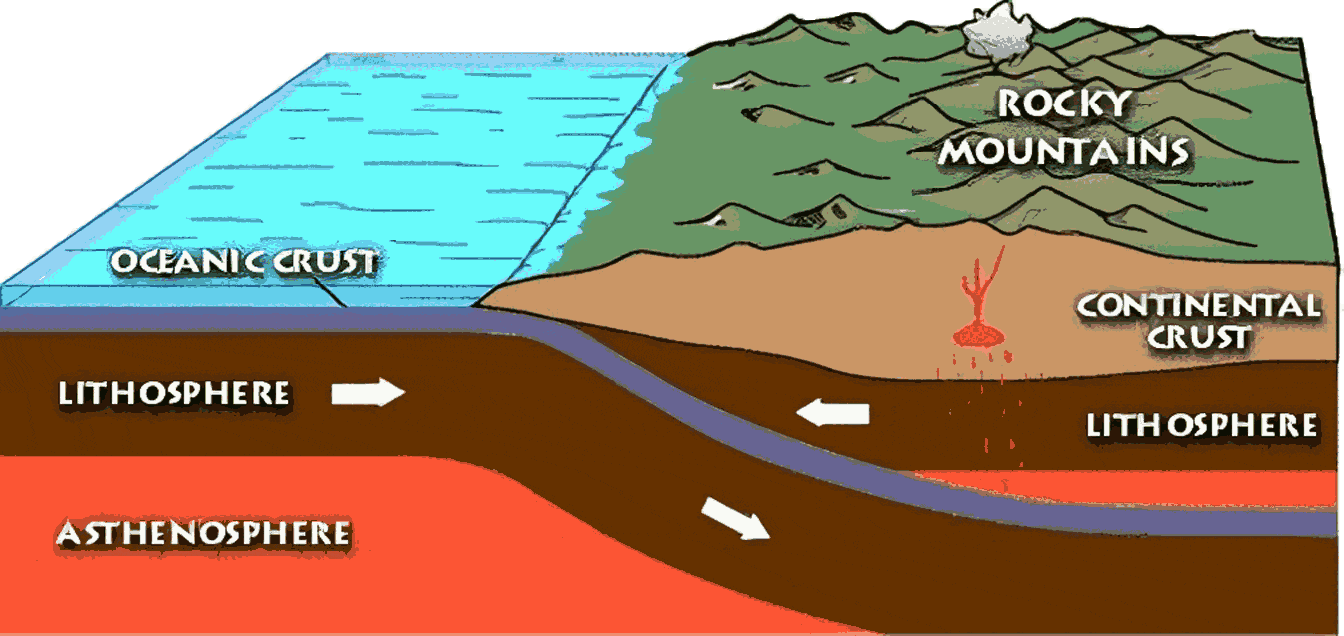
Laramijská orogeneze byla způsobena subdukcí oceánské kůry pod severoamerickou desku

Během paleocénu se kontinenty přesouvaly směrem ke svým současným polohám. Na severní polokouli stále přetrvávaly zbytky Laurasie, jejíž bývalé kontinenty, Severní Ameriku a Eurasii, stále spojovaly pevninské mosty: Beringie (před 65,5–58 miliony lety) mezi Severní Amerikou a východní Asií, De Geerova cesta (před 71–63 miliony lety) mezi Grónskem a Skandinávií a pevninský most Thule (před 57 a 55,8 miliony lety) mezi Severní Amerikou a západní Evropou přes Grónsko. Turgajská cesta spojovala Evropu s Asií, které jinak oddělovalo Turgajské moře.
Laramijská orogeneze, která začala již ve svrchní křídě, postupně pokračovala ve vyzdvižení Skalistých hor v Severní Americe. Kvůli horotvorným procesům a poklesu hladiny moří v důsledku tektonické aktivity zaniklo Velké vnitrozemské moře, rozdělující Severní Ameriku po většinu křídy.
Před asi 60,5–54,5 miliony lety došlo v oblasti severního Atlantiku ke zvýšené vulkanické aktivitě – třetí největší za posledních 150 milionů let. Ta vedla ke vzniku Severoatlantické vulkanické provincie. Za původce je někdy pokládána horká skvrna pod dnešním Islandem, ačkoli na ní měla vliv i aktivita v riftových zónách. Vulkanická aktivita mohla přispět k otevření severního Atlantiku, rozpínání oceánského dna a k divergenci grónské desky od severoamerické desky. Mohla též přispět k uvolnění metan hydrátu z mořského dna, s následným oteplením během PETM.
Severní a Jižní Amerika zůstávaly stále odděleny, ačkoliv již před asi 73 miliony lety vznikl v oblasti dnešní Střední Ameriky ostrovní oblouk. Karibská velká vulkanická provincie (současná karibská deska), která se zformovala v oblasti galapážské horké skvrny ve svrchní křídě, se pohybovala směrem na východ, vytlačovaná severoamerickou a jihoamerickou deskou, které se pohybovaly opačným směrem v důsledku otevírání Atlantiku. Karibská deska pokračovala v pohybu až do období před asi 50 miliony lety, kdy dosáhla své současné polohy. K vyzdvižení Panamské šíje nakonec došlo před pouhými asi 2,6 miliony lety.

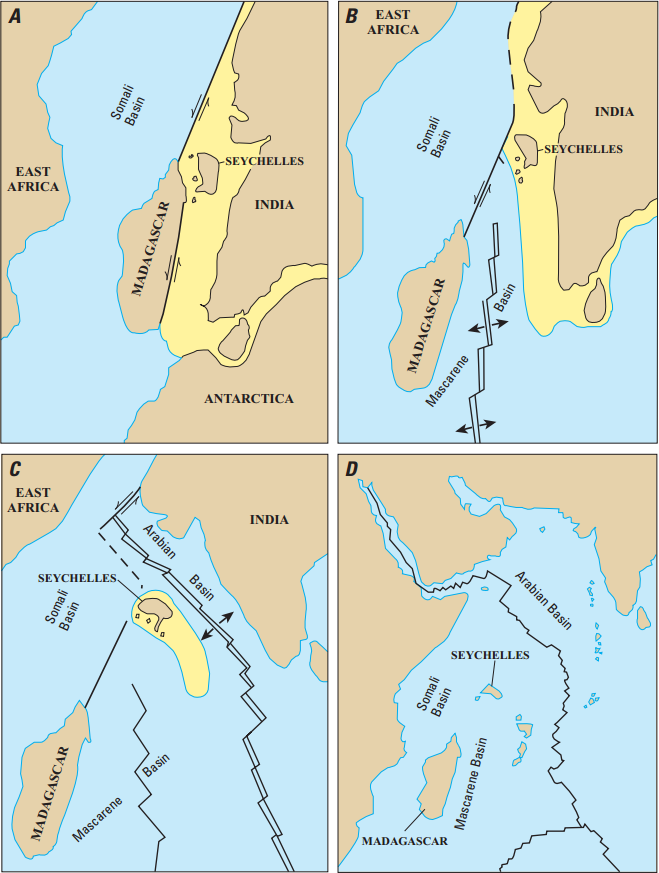
Rozpad Gondwany:
A) Spodní křída
B) Svrchní křída
C) Paleocén
D) Současnost

Podobně jako na severu, i jižní kontinenty bývalé Gondwany se nadále vzdalovaly, ale Antarktida zůstávala stále spojena s Jižní Amerikou a Austrálií. Afrika směřovala na sever k Evropě a Indický subkontinent k Asii, čímž se nakonec uzavřelo moře Tethys. Právě v paleocénu došlo k první kolizi indické a euroasijské desky, přičemž orogeneze (a spojení s pevninou) začalo v miocénu před asi 24–17 miliony lety. Některé rostliny i živočichové snad mohli během paleocénu mezi Indií a Asií migrovat, možná přes ostrovní oblouky mezi oběma masami pevniny.

### Paleoceánografie
Při současné termohalinní cirkulaci se teplá tropická voda na pólech ochlazuje, stává se slanější a klesá ke dnu (sestupné proudy), k čemuž dochází v severním Atlantiku poblíž severního pólu a v jižním oceánu poblíž Antarktického poloostrova. Protože v paleocénu existovala jen omezená spojení mezi Severním ledovým oceánem a severním Atlantikem, nevytvořila se ještě severoatlantská hlubinná voda ani atlantická meridionální cirkulace. V severním Atlantiku tak pravděpodobně chyběly hluboké vody, které spojily Arktidu a Atlantik teprve ve spodním až středním eocénu.
Sestupné proudy naopak mohly existovat v severním Pacifiku, a to alespoň do hloubky asi 2 900 m. Globální teplota během paleocénu nicméně mohla být příliš vysoká na to, aby termohalinní cirkulaci poháněl teplotní gradient. Je však možné, že teplé klima vedlo k nerovnoměrným srážkám nebo odparu: jižní polokoule mohla být vlhčí než severní, resp. mohlo zde probíhat menší odpařování než na severní polokouli. V obou případech by voda na severu měla vyšší salinitu než voda na jihu, a termohalinní cirkulaci by tedy poháněl spíše hustotní gradient. Sestupné proudy mohly v tuto dobu existovat také v jižním Atlantiku.
Zůstává však nejasné, jak tehdejší globální proudění ovlivňovalo globální teplotu. Vytvoření protoatlantické meridionální cirkulace v eocénu mohlo vést k intenzivnímu oteplení na severní polokouli a ochlazení na jižní, stejně jako ke zvýšení teploty hlubinné vody. Během PETM se ve slanějších tropických vodách snad mohly tvořit hlubinné proudy pohybující se směrem k pólům, s výsledným oteplováním pólů a zvýšením globální povrchové teploty. Poněvadž Antarktida zůstávala ve spojení s Jižní Amerikou a Austrálií, neexistoval antarktický cirkumpolární proud, jenž by bránil průniku teplé rovníkové vody. V paleocénu tedy ještě nezačalo zalednění Antarktidy. Podle některých názorů hlubinná cirkulace vody nebyla hlavním hybatelem paleocenního teplého klimatu, ale teploty hlubinných vod se spíše měnily v závislosti na změnách globální teploty.
V Arktidě existovaly výstupné proudy při pobřeží, ovlivňované zejména teplotou a větrem, podobně jako se tomu děje při dnešních monzunových cyklech v Asii. V létě byla pravděpodobně teplota zemského povrchu vyšší než teplota oceánu, zatímco v zimě tomu bylo naopak. Možný však byl i vznik výstupných proudů na otevřeném moři.

## Podnebí

### Průměrné klima
Během paleocénu panovalo, podobně jako v křídě, na většině planety tropické nebo subtropické klima. Průměrná globální teplota činila zhruba 24–25 °C; pro srovnání, průměrná globální teplota mezi lety 1951 a 1980 činila 14 °C. Teplotní gradient od rovníku k pólům se měnil o přibližně 0,24 °C na jeden stupeň zeměpisné šířky. Na pólech chyběly ledové čepičky, i když v Transantarktickém pohoří existovala ledovcová pokrývka.
Na pólech pravděpodobně panovalo chladné mírné klima. Severní Antarktida, Austrálie, jižní cíp Jižní Ameriky, území dnešních USA a Kanady, východní Sibiř a Evropa měly teplé mírné klima. Centrální oblasti Jižní Ameriky, jižní a severní Afriky, jižní Indie, Střední Ameriky a Číny byly vyprahlé, zatímco v severní Jižní Americe, střední Africe, severní Indii, na střední Sibiři a na území dnešního Středozemního moře panovalo tropické podnebí. Jižní a centrální Severní Amerika měly vlhké, monzunové klima podél pobřežní nížiny, směrem na západ a ve vyšších nadmořských výškách však srážek ubývalo. Mírné klima bylo i na dnešních Špicberkách, s průměrnou teplotou 19,2 ± 2,49 °C během nejteplejšího měsíce a 1,7 ± 3,24 °C během nejchladnějšího měsíce.
Globální teploty hlubinných vod se v paleocénu pravděpodobně pohybovaly mezi 8–12 °C, ve srovnání s moderními 0–3 °C (2011). Průměrná povrchová teplota moře by na základě uvedené horní hranice dosahovala v 60° severní a jižní šířky podobných hodnot jako hlubinné vody, ve 30° severní a jižní šířky by dosahovala asi 23 °C a na rovníku asi 28 °C. Podle odhadů z Dánska byla povrchová teplota moře nižší než v svrchní křídě nebo eocénu. Globální nálezy dírkonošců naznačují, že během celého paleocénu existovala výrazná hlubokomořská termoklina mezi teplejšími masami vod blíže povrchu a chladnějšími masami vod blíže ke dnu. Výzkum atlantických dírkonošců svědčí pro postupné zvyšování povrchové teploty moře – tropické druhy se tehdy vyskytovaly i daleko od rovníku. Ve svrchním paleocénu, kdy se termoklina stala strmější, se však jejich populace vrátily zpět do nižších zeměpisných šířek.
Hladiny atmosférického CO2 ve spodním paleocénu činily na základě dat z dnešního Castle Rock v Coloradu 352 a 1 110 ppm, s mediánem 616 ppm. Na základě těchto dat, doplněných o odhady výměny plynů tehdejších rostlin a globálních povrchových teplot, byla určena citlivost tehdejšího klimatu na +3 °C, ve srovnání se 7 °C po zalednění pólů. Samotné hladiny CO2 nemusely pro udržení teplého klimatu stačit, na tomto stavu se zjevně podílely i některé systémy pozitivní zpětné vazby související např. s oblačností, aerosolem nebo vegetací. Podle studie z roku 2019 klima mezi svrchní křídou a spodním eocénem ovlivňovaly zejména hodnoty orbitální excentricity.

### Klimatické události
Devastující účinky křídového impaktu a vulkanismu před asi 66 miliony byly pravděpodobně jen pomíjivé a klima se v krátké době vrátilo k normálu. Mrazivé teploty trvaly podle některých odhadů jen asi tři roky a na původní hodnoty se vrátily během několika desetiletí, aerosoly kyseliny sírové způsobující kyselé deště se pravděpodobně rozptýlily po 10 letech a většina prachu z dopadu odstiňující sluneční světlo a komplikující fotosyntézu mohla opadnout asi po jednom roce. Řadu let však zřejmě zuřily celosvětové požáry, během nichž se do atmosféry uvolnilo další množství pevných částic, takže tyto údaje je třeba brát s rezervou. Během prvních 500 tisíc let zůstávala produktivita oceánů jen nízká, jak ukazují vyrovnané poměry izotopů uhlíku 13C/12C povrchových a hlubokomořských vod. V angličtině se tento fenomén označuje jako „Strangelove ocean“. Snížená aktivita fytoplanktonu však současně mohla vést ke snížení tvorby kondenzačních jader mraků, a tím k úbytku oblačnosti, což by vedlo ke zvýšení globální teploty o 6 °C (tzv. hypotéza CLAW). Po extrémech v důsledku svrchněkřídových událostí pokračovaly relativně chladné klimatické podmínky (tzv. Late Cretaceous–Early Palaeogene Cool Interval), ovšem stále bez ledovcové pokrývky na pólech.
Před asi 65,2 miliony lety, tedy na počátku danu, proběhla asi 100 000 let trvající událost Dan–C2, charakterizovaná oteplováním povrchových vod zejména v severozápadní a jihovýchodní části Atlantského oceánu. Příčiny lze spatřovat v narušení koloběhu uhlíku snad v důsledku změn orbitálních parametrů, snad v důsledku doznívajícího vulkanismu Dekkánských trapů. Během tohoto období možná některé lesní ekosystémy nahradila savana.
Před asi 62,2 miliony let, tedy ve svrchním danu, došlo k oteplení a acidifikaci oceánů. Toto období se kryje s rozestupem mořského dna v Atlantiku a sopečnou činností podél jihovýchodního okraje Grónska. Během klimatické události ve svrchním danu, která trvala asi 200 000 let, došlo ke zvýšení teploty v celém vodním sloupci o 1,6–2,8 °C.
Z období před asi 60,5 miliony lety, tedy na hranici dan/seland, existují důkazy o anoxii pobřežních vod a poklesu hladiny moří, což lze s největší pravděpodobností vysvětlit zvýšením teploty a odpařováním vody (na pólech tehdy nebyl žádný led, který by vodu zadržoval).
Během biotické události středního paleocénu (mid-Palaeocene biotic event; MPBE) před asi 59 miliony lety (zhruba 50 000 let před hranicí seland/thanet) došlo ke vzrůstu globální teploty, pravděpodobně v důsledku uvolnění metan hydrátů z mořského dna. Uvolňování uhlíku pravděpodobně trvalo 10 000–11 000 let a následky pravděpodobně odezněly asi za 52 000–53 000 let. K podobné události došlo znovu ještě o 300 000 let později ve spodním thanetu. Během tzv. MPBE-2 se do atmosféry dostalo asi 83 a 132 gigatun uhlíku, což zvýšilo globální teploty asi o 2–3 °C a pravděpodobně způsobilo zvýšenou sezónnost a méně stabilní podmínky prostředí. V některých regionech mohlo díky tomu dojít k rozvoji travin.
Před asi 59,7–58,1 miliony lety, během svrchního selandu až spodního thanetu, zároveň došlo k masivnímu ukládání uhlíku a následně k ochlazení klimatu, poklesu hladiny moře a přechodné tvorbě ledu. Tento časový interval se kryje s nejvyššími hodnotami poměru δ18O za celý paleocén (poměr izotopů kyslíku poskytuje proxy data pro rekonstrukci paleoklimatu).

### Paleocenní–eocenní teplotní maximum
Paleocenní–eocenní teplotní maximum byla přibližně 200 000 let trvající klimatická událost, při níž došlo ke zvýšení průměrné globální teploty o přibližně 5 až 8 °C. Střední zeměpisné šířky a polární oblasti tehdy mohly překročit současné tropické teploty 24–29 °C. Příčinou bylo vyvržení 2 500–4 500 gigatun uhlíku do atmosféry, možná v důsledku uvolnění ložisek hydrátu metanu v severním Atlantiku (tektonickou aktivitou a zvýšením teplot hlubinných vod). Alternativní hypotézy považují za viníka spíše metan uvolněný ze zahřáté organické hmoty na mořském dně, nebo z tání permafrostu.
Nepanuje shoda, jak dlouho uvolňování skleníkových plynů trvalo, ale s největší pravděpodobností jen asi 2 500 let. V důsledku narušení běžného uhlíkového cyklu došlo vyjma zvýšení teploty také k okyselení oceánů, možná i ke změně v oceánském proudění a k jeho zpomalení, což v hlubokém moři vedlo k tvorbě zón s nedostatkem kyslíku. Nedostatek kyslíku se ale mohl týkat i některých povrchových vod, ať už kvůli vzniku silných termoklin, anebo kvůli vyšší produktivitě oceánské biomasy. Nedostatek kyslíku možná vedl k namnožení mikroorganismů redukujících sírany, které jako odpadní produkt vytvářejí vysoce toxický sirovodík. Zatímco v dnešních oceánech tvoří voda bohatá na sulfidy jen asi 1 % celkového objemu, během PETM to mohlo být i 10–20 %. Chemický gradient mohl vést k tvorbě výstupných proudů u pobřeží jednotlivých kontinentů a uvolňování sirovodíku také do atmosféry. Během PETM došlo k dočasnému zmenšení savců, vyvolaném zřejmě rychlým zvýšením teplot.

## Flóra

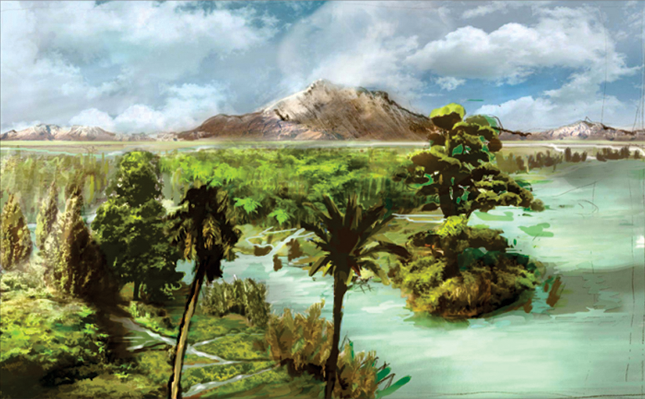
Obnova patagonské krajiny během danu podle rekonstrukce

Teplé a vlhké podnebí podporovalo celosvětový růst tropických a subtropických lesů, tvořených jak jehličnany, tak listnatými stromy. V Patagonii tehdy rostly tropické deštné pralesy, mlžné lesy, mangrovové lesy, bažinaté lesy, savany i tvrdolisté lesy. Podle nálezů z kolumbijského souvrství Cerrejón paleocenní druhy rostlin spadaly do stejných vyšších taxonomických skupin, jako dnešní rostliny – objevovaly se palmy, bobovité, árónovité či slézotvaré. Z naleziště Almont/Beicegel Creek v Severní Dakotě pocházejí pozůstatky ochnovitých, ořešákovitých (rod Cyclocarya) a vyhynulého jinanu Ginkgo cranei.

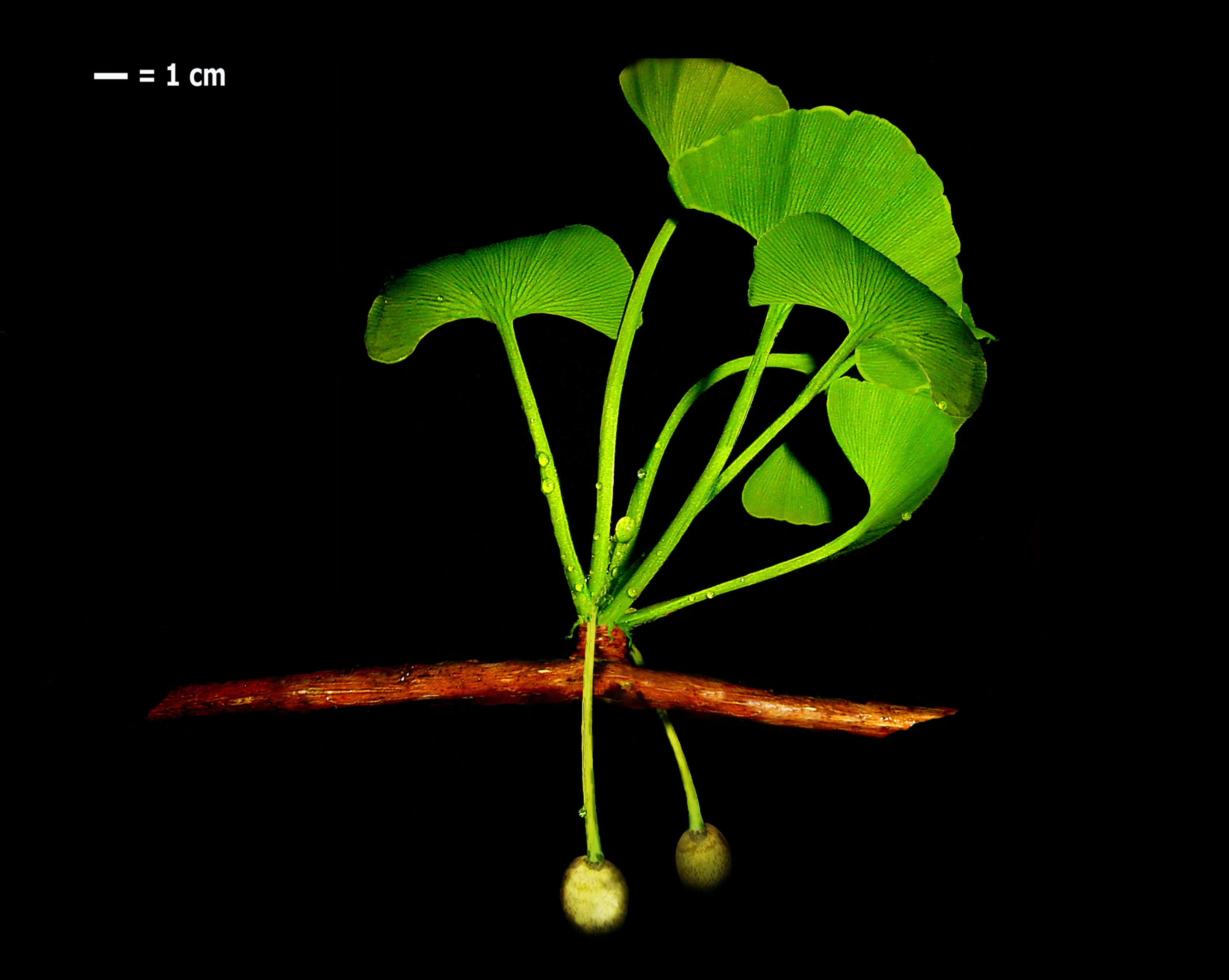
Rekonstrukce pozdně paleocenního jinanu Ginkgo cranei

Vyhynutí velkých býložravých dinosaurů snad umožnilo vznik dosti hustých lesních porostů a existuje jen málo důkazů o existenci otevřených travnatých plání. Rostliny si vyvinuly několik strategií, jak se vypořádat s vysokou hustotou jedinců: například podpůrné kořeny pro lepší absorpci živin; růst do značné výšky; semena s velkým množstvím zásobních látek pro lepší uchycení na tmavé lesní půdě; a také epifytismus. Navzdory zvyšující se hustotě rostlinné biomasy se však od křídy do spodního eocénu snižovala četnost požárů, a to v souvislosti s poklesem hladiny atmosférického kyslíku na dnešní úroveň. Tehdejší lesní požáry však mohly mít větší intenzitu než ty dnešní.

### Obnovení
Během vymírání na konci křídy došlo i k velkému úbytku rostlinných druhů; například v pánvi Williston v Severní Dakotě byla vyhubena odhadem 1/3 až 3/5 rostlinných druhů. Po vymírání na konci křídy došlo také k výměně rostlinných společenstev; kdysi běžné jehličnany z čeledi blahočetovitých byly téměř zcela nahrazeny nohoplodovitými. Čeleď Cheirolepidiaceae, jež představovala hojnou skupinu po většinu druhohor, ale během svrchní křídy se stala vzácnou, začala dominovat patagonským rostlinným společenstvům, ale následně vyhynula. Některá rostlinná společenstva, jako například ta na východě Severní Ameriky, vymírala již ve svrchním maastrichtu asi 1 milion let před impaktem. Mnoho křídových rostlin do středního paleocénu vytlačily takzvané „katastrofické druhy“, které rychle zaplnily prázdné ekologické niky.

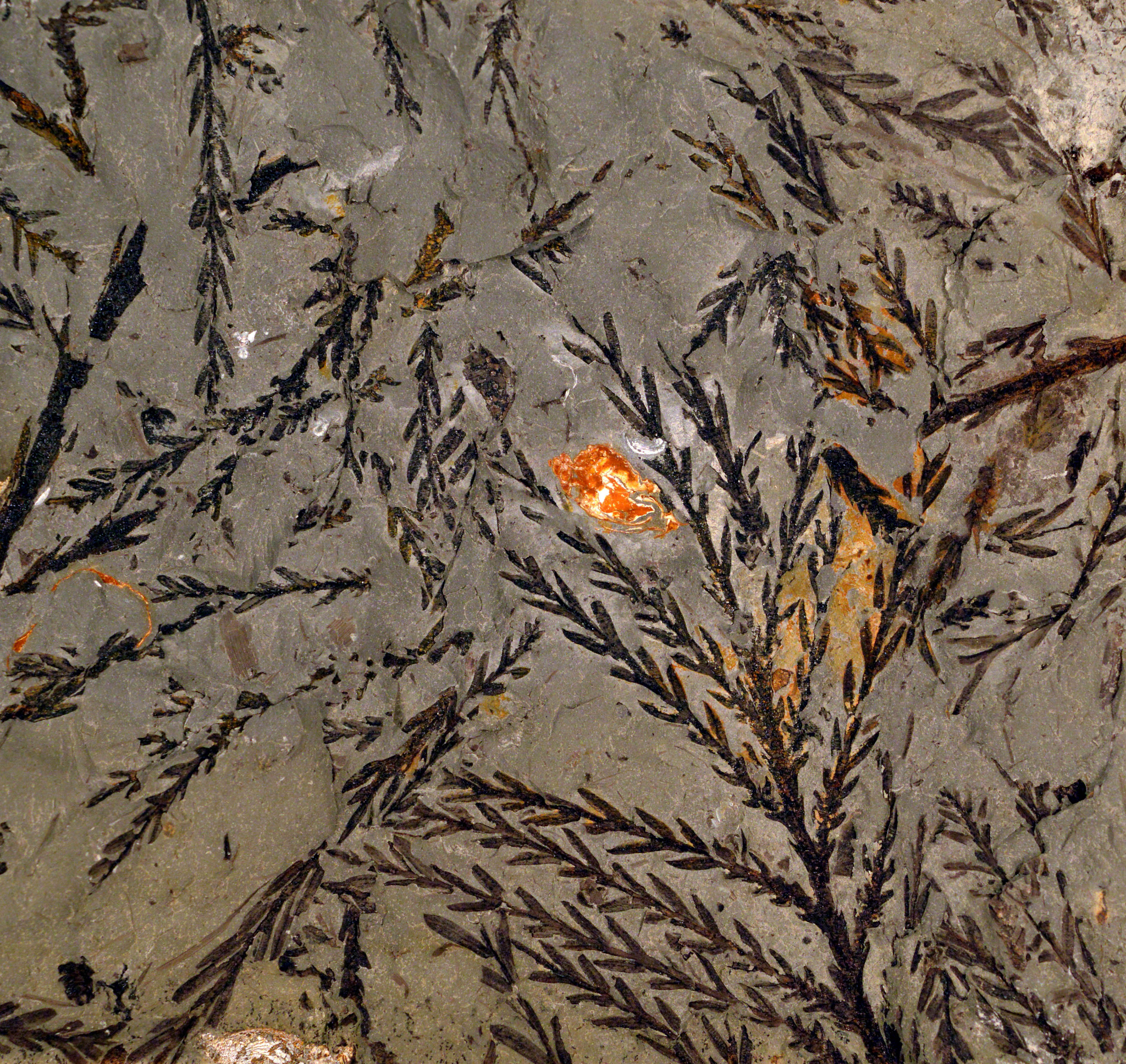
Jehličnan Glyptostrobus europaeus z kanadského souvrství Paskapoo

Geologické vrstvy bezprostředně navazující na hranici K-Pg jsou obzvláště bohaté na zkameněliny kapraďorostů, přičemž kapraďorosty patří mezi první sukcesní druhy, jež kolonizují oblasti poškozené lesními požáry. Diverzifikující se bylinné patro spodního paleocénu zastupují buď pionýrské druhy, které znovu kolonizovaly nedávno vyprázdněnou krajinu, nebo snad druhy vyvíjející se v důsledku stále hustěji zalesněného prostředí. Důležitou součást paleocenního podrostu zřejmě tvořily plavuně, kapradiny a krytosemenné keře.
Lesy zůstávaly druhově chudé a biologická rozmanitost lesních druhů se na hodnoty před vymíráním na konci křídy dostala až během svrchního paleocénu. Například rostlinstvo dnešní holarktické oblasti (zahrnujíe většinu severní polokoule) zastupovaly hlavně rané druhy rodů Ginkgo, Metasequoia, Glyptostrobus, Macginitiea, Platanus, Carya, Ampelopsis a Cercidiphyllum.  Průběh obnovy lesních ekosystémů silně závisel na zeměpisné šířce, klimatu a nadmořské výšce. Například na území dnešního Castle Rock v americkém státě Colorado bujel deštný prales pouhých 1,4 milionů let po impaktu, pravděpodobně kvůli efektu srážkového stínu, který vedl k pravidelným monzunům. Naopak v dnešní Kolumbii (souvrství Cerrejón) zůstávala nízká rozmanitost rostlin a fytofágního hmyzu ještě před asi 58 miliony lety.

### Krytosemenné rostliny

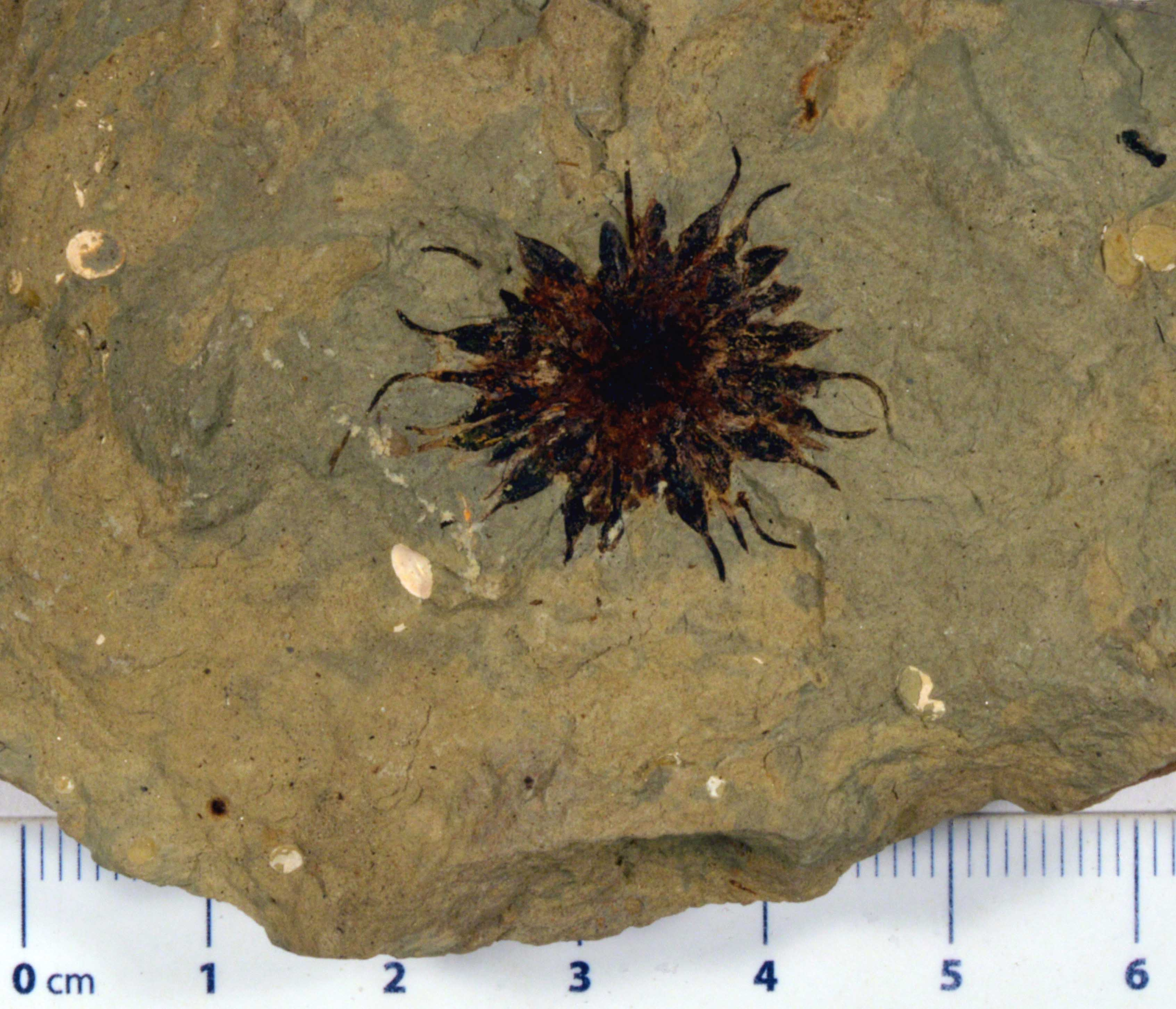
Fosilní plod platanu z kanadského souvrství Paskapoo

Kvetoucí krytosemenné rostliny, které začaly dominovat lesům ve střední křídě před asi 110–90 miliony lety, pokračovaly v diverzifikaci i během paleocénu. Postupně využívaly nedávno uvolněné ekologické niky a zvýšené množství srážek. Spolu s nimi se vyvíjel i hmyz, který se kvetoucími rostlinami buďto živil, anebo je opyloval. Predace hmyzem vykazuje zvlášť vysoké hodnoty během PETM. V paleocénu se také objevilo větší množství plodonosných rostlin, které se vyvíjely současně se savci a ptáky, již rozšiřovali jejich semena.
Na území dnešního pobřeží Mexického zálivu se diverzita krytosemenných rostlin zpočátku zvyšovala jen pomalu, tento trend ale zrychlil ve středním a svrchním paleocénu. Diverzifikaci mohly zpočátku omezovat dozvuky křídového vymírání, ale existují i jiné hypotézy vysvětlující tento fenomén: ve spodním paleocénu nemuselo existovat tolik vhodných ekologických nik, první krytosemenné rostliny se mohly obecně vyvíjet pomalejším tempem nebo tehdejší rostliny nebyly schopny většího šíření. Zajímavé je, že během vymírání na konci křídy krytosemenné rostliny vymíraly více než nahosemenné nebo kapraďorosty. Více ubývalo těch druhů, které se při opylování spoléhaly spíše na hmyz nežli na vítr; a také stálezelených krytosemenných rostlin oproti těm opadavým.
Na pobřeží Mexického zálivu postihla krytosemenné rostliny vlna vymírání i během PETM, ovšem místní společenstva se rychle obnovila díky imigraci nových druhů z Karibiku a Evropy. Vymírání mohlo mít různé příčiny. S nástupem teplejšího a vlhčího klimatu se krytosemenné rostliny možná staly stenotermnímy, tedy tolerovaly jen úzký rozsah teplot a vlhkosti; nebo byly místní deštné pralesy s uzavřeným baldachýnem zkrátka jen zranitelnější vůči změně klimatu. Lesy na pobřeží Mexického zálivu mohlo postihnout vymírání již ve svrchním paleocénu před PETM.

### Polární lesy

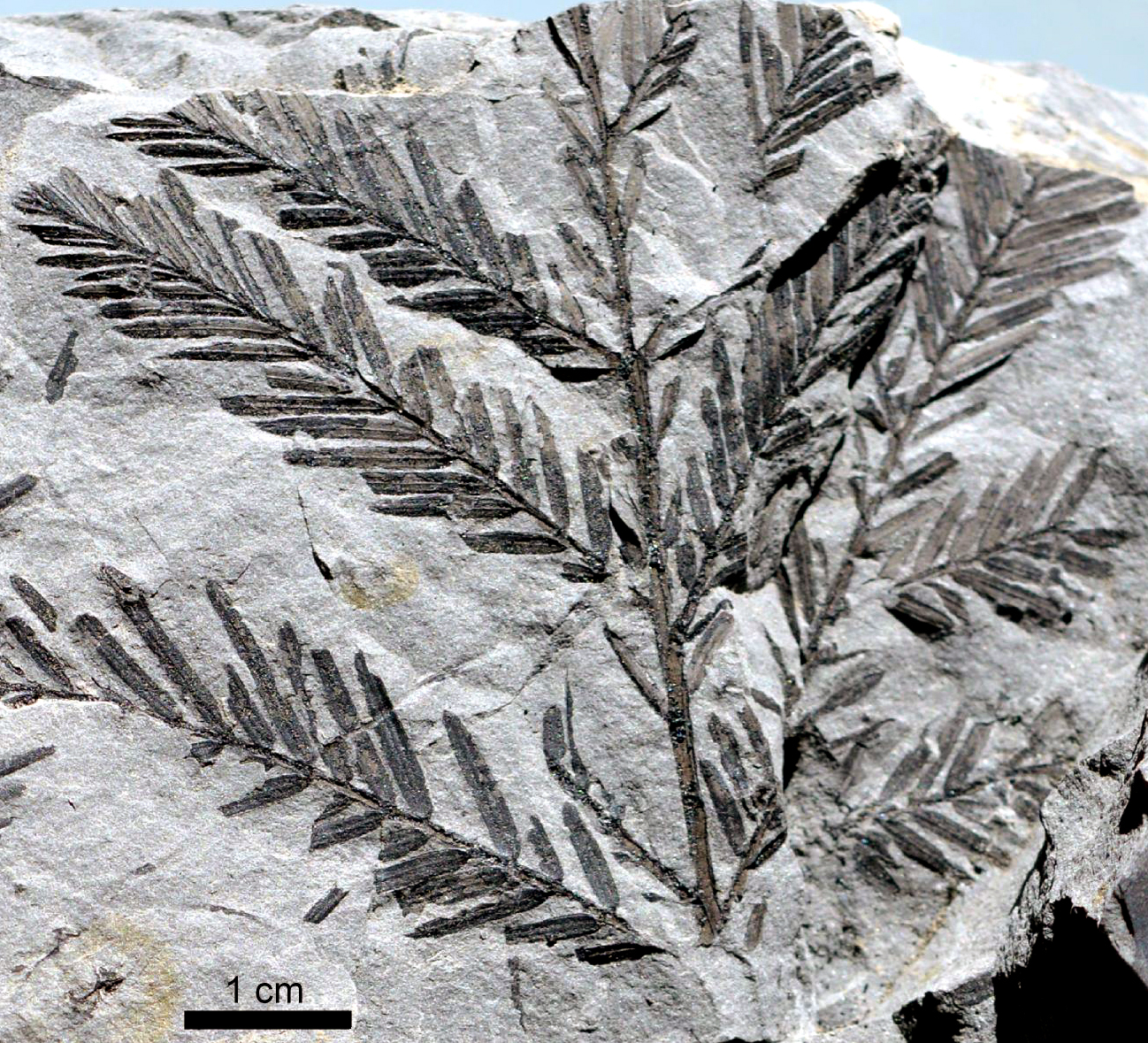
Metasequoia occidentalis z kanadského souvrství Scollard

Teplé paleocenní klima, podobně jako to křídové, umožňovalo existenci polárních lesů. Zatímco společenstva rostlin v blízkosti rovníku limitují zejména srážky, polární rostliny se musely přizpůsobit zejména různé dostupnosti světla během roku a také výkyvům teplot. Z tohoto důvodu si rostliny na obou pólech nezávisle vyvinuly některé podobné vlastnosti, jako jsou široké listy. Diverzita rostlin na obou pólech vzrůstala v průběhu celého paleocénu, zejména na jeho konci, kdy docházelo k nárůstu globální teploty.
Na severním pólu postupně převládly krytosemenné dřeviny, zatímco v křídě převládaly spíše byliny. Souvrství Iceberg Bay na Ellesmerově ostrově v kanadském Nunavutu (zeměpisná šířka 75 – 80°) zachovává pozůstatky svrchněpaleocenního metasekvojového lesa, přičemž stromy dorůstaly výšky až asi 32 m. Klima se podobalo tomu v dnešním severozápadním Pacifiku. Na nejsevernějším výběžku Aljašky metasekvoje představovaly dominantní jehličnany. Velkou část severské flóry tvořili migranti z nižších zeměpisných šířek. Polární rostliny byly opadavé, aby šetřily energií a bránily omrznutí listů. Souvrství Chickaloon na jihu střední Aljašky zachovává rašelinné bažiny, kterým dominovaly tisovcovité, a klastické nivy kolonizované smíšenými lesy.
Na jižním pólu se kvůli postupující izolaci Antarktidy zvyšovalo množství endemitních forem, mohla se zde ale vyvíjet patagonská flóra. V paleocénu na Antarktidě panovalo mnohem chladnější klima než ve svrchní křídě, ačkoli alespoň v pobřežních oblastech pravděpodobně nemrzlo. Východní část kontinentu pak pravděpodobně zůstávala teplá a vlhká, z tohoto důvodu zde prosperovaly stálezelené lesy. Ve vnitrozemí rostly spíše opadavé lesy, ačkoli dostatečně teplé zimy v důsledku převládajícího kontinentální podnebí mohly podporovat i lesy stálezelené. Stejně jako v křídě, i v paleocénu na Antarktidě rostly zejména čeledi nohoplodovité, pabukovité a proteovité.

## Fauna
Vymírání na konci křídy selektivně působilo zejména na druhy živočichů přesahující kritickou hranici 25 kg, na začátku paleocénu tak zůstala řada prázdných ekologických nik.

### Savci

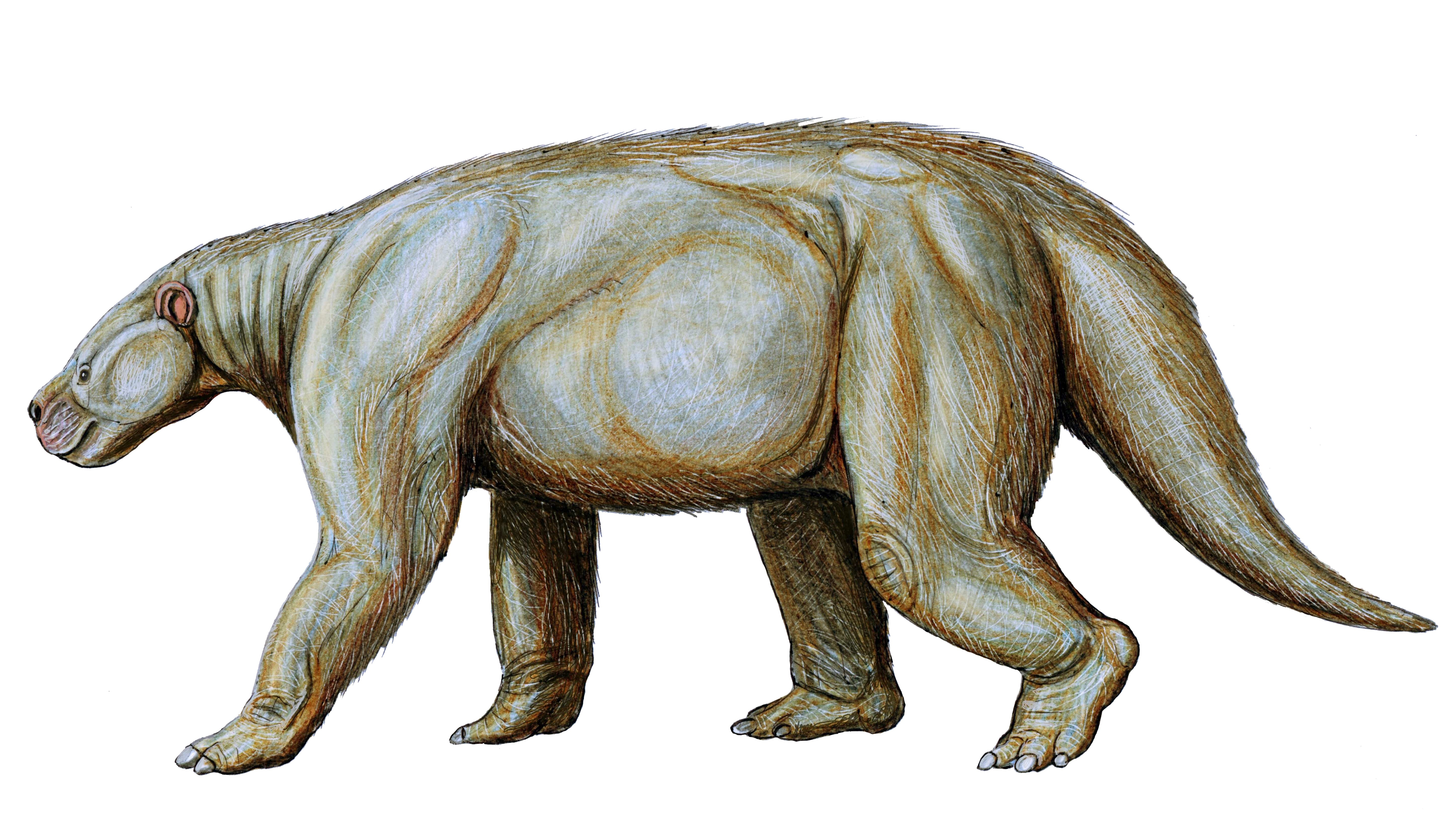
Svrchně paleocenní pantodont Barylambda mohl vážit až 650 kg

Savci se poprvé objevili ve svrchním triasu a podle klasické hypotézy zůstávali v průběhu mezozoika spíše malí a noční, aby se vyhnuli konkurenci s dinosaury. Nicméně už ve střední juře se specializovali na více různých biotopů, včetně stromových, vodních či půdních. Největší známý savec mezozoika, Repenomamus, měřil až 100 cm a dosahoval hmotnosti 12–14 kg. Ačkoli někteří mohli savci vykazovat částečně denní aktivitu již zhruba 10 milionů let před hranicí K-Pg, striktně denními se stali až někdy poté.
Paleocenní savci zůstávali obecně malí až do konce celé epochy, a proto se jejich pozůstatky ve fosilním záznamu dochovávají jen vzácně; většina známých informací pochází z fosilních zubů. Teprve asi po 700 000 letech od katastrofy na konci křídy se objevují savci o hmotnosti zhruba 50 kg (např. rod Ectoconus), jak ukazují objevy z lokality Corall Bluffs v americkém Coloradu.
Nejúspěšnější savčí skupinou druhohor, která dosáhla největší diverzity v paleocénu, byli zástupci řádu Multituberculata. Podobali se hlodavcům, ovšem nejsou příbuzní žádnému modernímu řádu savců. Během paleocénu došlo u multituberkulátů k nárůstu rozmanitosti ve stavbě zubů, což koreluje s širším rozsahem využívané potravy. Ve svrchním paleocénu však diverzita skupiny klesá a na konci eocénu multituberkuláti mizí z fosilních záznamů zcela, možná kvůli konkurenci s nově se vyvíjejícími hlodavci.

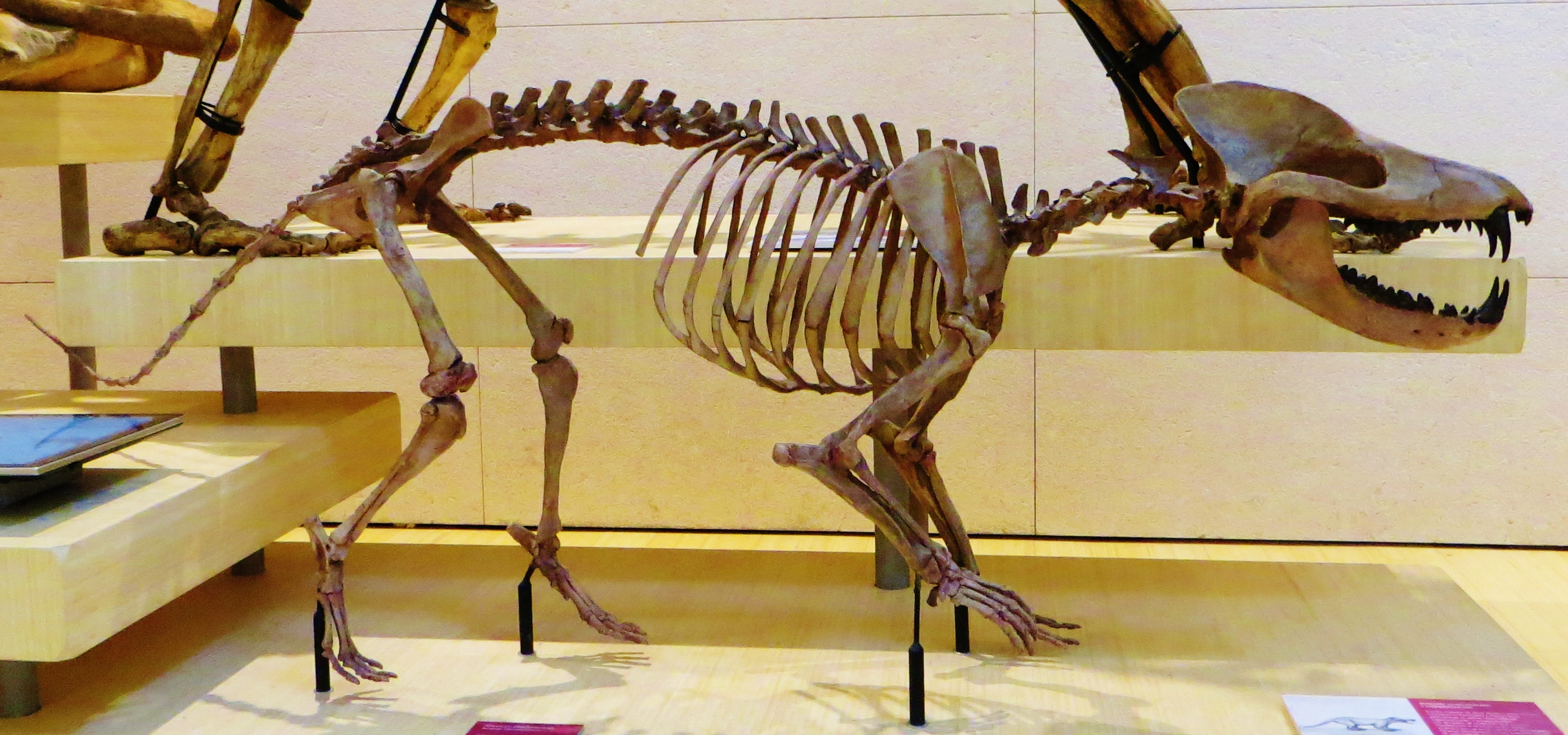
Sinonyx v Museo delle Scienze

Po vymírání na konci křídy se savci obecně velmi rychle diverzifikovali. Diverzitu savců během paleocénu, na rozdíl od současnosti, jen nepatrně ovlivňovala zeměpisná šířka. Savci se dělí na živorodé (což jsou placentálové a vačnatci) a vejcorodé, přičemž všechny tři skupiny pocházejí již z křídy. Z paleocenních vačnatých lze jmenovat například rod Peradectes, z vejcorodých rod Monotrematum. Během paleocénu došlo k diverzifikaci mnoha korunových skupin placentálů – tedy skupin, které zahrnují posledního společného předka dnes žijících zástupců. Z mnohých paleocenních forem savců lze jmenovat rod Ocepeia, snad nejstaršího známého zástupce ze skupiny Afrotheria; dále chudozubý rod Utaetus; hlodavce Tribosphenomys a Paramys; řád Plesiadapiformes, jehož zástupci jsou považováni za předky primátů; předky šelem Ravenictis a Pristinictis; řád Palaeanodonta, zahrnující možné předky dnešních luskounů; nebo možné předky lichokopytníků (čeleď Phenacodontidae) a hmyzožravců (čeleď Nyctitheriidae). Ačkoli se živorodí savci pravděpodobně začali diverzifikovat již asi 10 až 20 milionů let před hranicí K-Pg, průměrná velikost savců se začala výrazněji zvětšovat až během paleocénu. Savci se rozrůznili na plodožravé a všežravé formy, ale i na velké býložravce, jako byly skupiny Taeniodonta, Tillodontia, Pantodonta a Dinocerata. Vlkům podobní zástupci skupiny Mesonychia, jako Ankalagon a Sinonyx, plnili ekologickou úlohu velkých šelem.
Ačkoli došlo k jejich explozivní diverzifikaci, příbuznost většiny paleocenních savců k současným skupinám zůstává nejistá. Druhově nejbohatším řádem paleocenních savců jsou například Condylarthra, což je však sběrný taxon pro různé savce s kopýtky a bunodontními (= s hrbolky) stoličkami. Mezi další problematické řády patří Leptictida, Cimolesta a Creodonta. Tato nejistota komplikuje pochopení raného vývoje placentálů.

### Ptáci

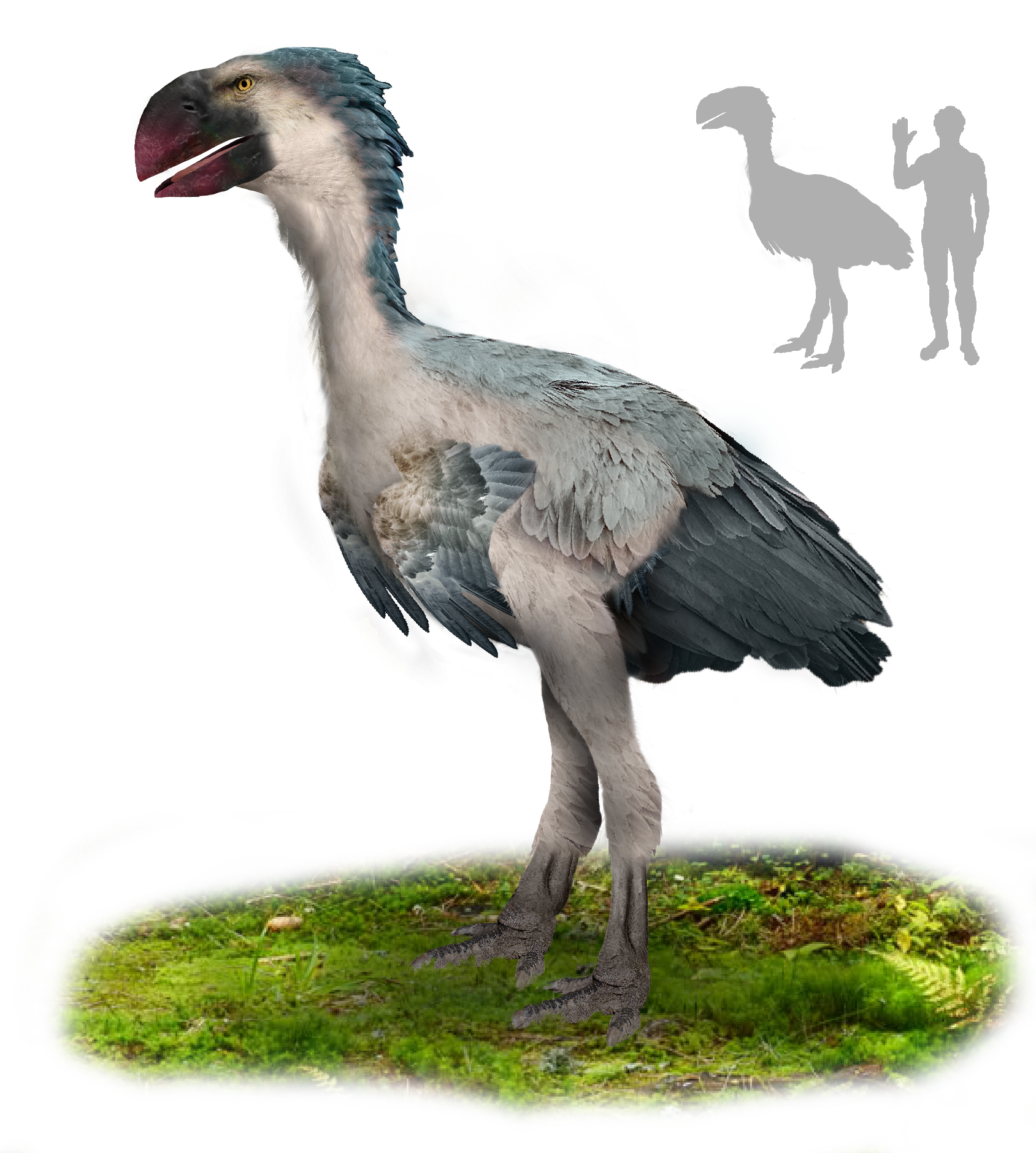
Gastornis (rekonstrukce)

Podle odhadů molekulárních hodin došlo k diverzifikaci ptáků velmi rychle po vyhynutí ostatních dinosaurů. Téměř všechny moderní ptačí linie pocházejí z paleocénu, s výjimkou běžců a kladu Galloanserae zahrnujícího hrabavé a vrubozobé. Šlo o jednu z nejrychlejších radiací jakékoli obratlovčí skupiny, pravděpodobně ji poháněla diverzifikace ovocných stromů a hmyzu. Hlavní linie ptáků mohly divergovat již během prvních čtyř milionů let po hranici K-Pg. Fosilní záznam ptáků však zůstává ve srovnání s jinými skupinami spíše chudý, omezený zejména na vodní zástupce, jako je primitivní tučňák Waimanu. Nejstarším známým lesním ptákem z nějaké dnešní korunové skupiny je Tsidiiyazhi, myšák starý asi 62 milionů let. Fosilní záznam poskytnul také pozůstatky raných sov, jako je mohutný rod Berruornis z dnešní Francie či menší Ogygoptynx z dnešních Spojených států.
Téměř všechny kmenové linie ptáků vyhynuly během vymírání na konci křídy, s některými výjimkami, jako je například rod Qinornis. Jejich vyhynutí mohlo přispět k rozrůznění současné korunové skupiny Neornithes, jinak chudé v křídovém záznamu (jediným známým křídovým zástupcem je vodní pták Vegavis a možná také vodní pták Teviornis).
V mezozoiku došlo k vyloučení nik mezi ptáky a pterosaury – žádný známý létající pták ze svrchní křídy neměl rozpětí křídel větší než 2 m a hmotnost 5 kg, zatímco jejich současníci pterosauři dorůstali 2–10 m. Vyhynutí pterosaurů umožnilo létajícím ptákům, jako byli zástupci skupin Pelagornithidae či Pelecaniformes, dosáhnout mnohametrových rozměrů. Dalším obrem byl nelétavý pták Gastornis z evropského souostroví. Navzdory úvahám o masožravosti šlo zřejmě o býložravce, jenž dosahoval výšky až 2 m, pravděpodobně kvůli nedostatku konkurence ze strany velkých savčích býložravců, kteří žili spíše na ostatních kontinentech. Je otázkou, zda v paleocénu již žili draví pozemní ptáci z čeledi Phorusrhacidae (nabízí se rod Paleopslopterus), kteří se jinak nesporně objevují až v eocénu.

### Plazi

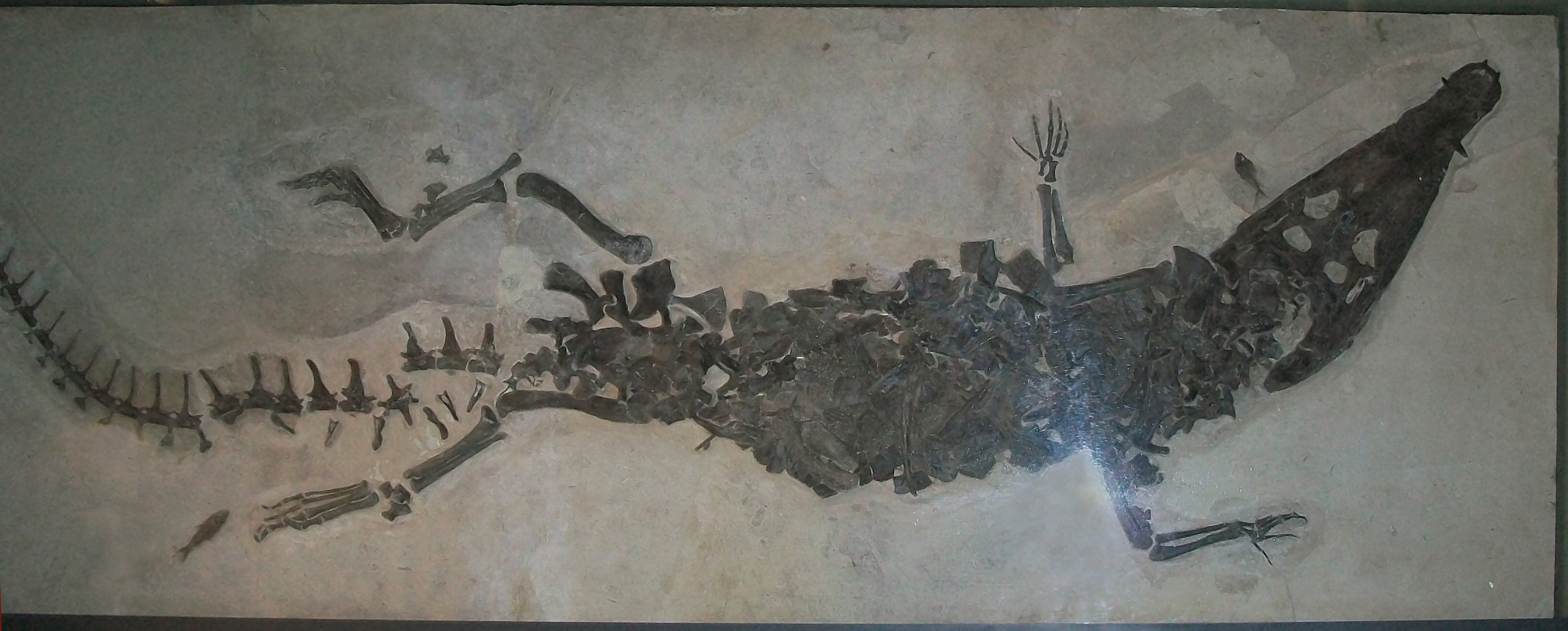
Borealosuchus v Field Museum of Natural History

Obecně se má za to, že všichni neptačí dinosauři vyhynuli při vymírání na konci křídy, ačkoli existuje několik kontroverzních nálezů paleocenních dinosaurů, které by naznačovaly postupné vymírání alespoň některých jejich linií. Sporné pozůstatky pocházejí ze souvrství Hell Creek a sahají asi 40 000 let za hranici K-Pg. Dalším nálezem je stehenní kost hadrosaura z pánve San Juan stará dle odhadů dokonce pouhých 64,5 miliony let. Takové fosilie mohou představovat takzvané zombie taxony, to jest zkameněliny přesunuté do mladších sedimentů, než kdy dané organismy skutečně žily.
V důsledku vymírání na konci křídy vyhynulo 83 % druhů šupinatých plazů, jejichž rozmanitost se na původní hodnoty nevrátila dříve než na konci paleocénu. Hlavními postiženými skupinami byli mosasauři a zástupci skupiny Polyglyphanodontia. Druzí jmenovaní tvořili asi 40 % diverzity ještěrů během křídového věku maastricht. V paleocénu je však nahradily modernější skupiny šupinatých, objevivší se během křídy. V eocénu díky tomu dominovaly skupiny, které byly v křídě ještě relativně vzácné, jmenovitě slepýšovití, leguáni, xantusiovití, četní hadi a dvouplazi. Ve spodním paleocénu byli šupinatí pouze malí – největší had Helagras měřil asi jen 95 cm. Ovšem ze svrchního paleocénu již existují nálezy obrovských druhů, jako byl až 13 metrů dlouhý had Titanoboa.
Kawasphenodon peligrensis ze spodního paleocénu Jižní Ameriky je nejmladší zástupce hatérií známý mimo Nový Zéland, který představuje jejich současný reliktní areál výskytu.
Vymírání na konci křídy přečkali i sladkovodní krokodýli, přičemž příkladem paleocenního krokodýla je např. Borealosuchus z naleziště Wannagan Creek, který měřil asi 3,7 m. V paleocénu přežívali i linie příbuzné krokodýlům, ale nespadající do jejich korunové skupiny: vodní a suchozemští zástupci čeledi Dyrosauridae, zástupci suchozemské čeledi Sebecidae, z danu Maroka pochází i záznam o čeledi Pholidosauridae. Vymírání přečkali i plazi ze skupiny Choristodera, která ale není blíže příbuzná moderním krokodýlům. Z paleocénu jsou známí tři její zástupci: Champsosaurus podobný gaviálovi (s největším druhem C. gigas, až 3 m dlouhým), Simoedosaurus (až 5 metrů dlouhý) a Lazarussuchus (s délkou jen asi 44 cm). Lazarussuchus přežíval až do miocénu a je posledním známým zástupcem skupiny Choristodera.
Rozmanitost želv se zmenšila již během ochlazení v křídovém kampánu, s obnovením teprve během PETM. Želvy nicméně vymírání na konci křídy příliš neovlivnilo, přežilo asi 80 % druhů. Z Kolumbie pochází nález 60 milionů let starého rodu Carbonemys s 1,7 m velkým krunýřem.

### Obojživelníci
Existuje jen málo důkazů o tom, že by obojživelníky výrazně zasáhlo křídové vymírání. Sladkovodní stanoviště, která obývali, totiž zjevně nebyla tak silně zasažena jako prostředí mořská. Tuto skutečnost potvrzuje např. studie z roku 1990 ze souvrství Hell Creek ve východní Montaně, jež nepotvrdila dokonce vyhynutí ani jednoho druhu. Během paleocénu se vyvíjely moderní linie obojživelníků, jako jsou ropuchovití. Z této epochy také pochází poslední záznam řádu Allocaudata v Severní Americe a zároveň mimo Evropu a Anatolii, konkrétně jde o druh rodu Albanerpeton z kanadského souvrství Paskapoo.

### Rybovití obratlovci

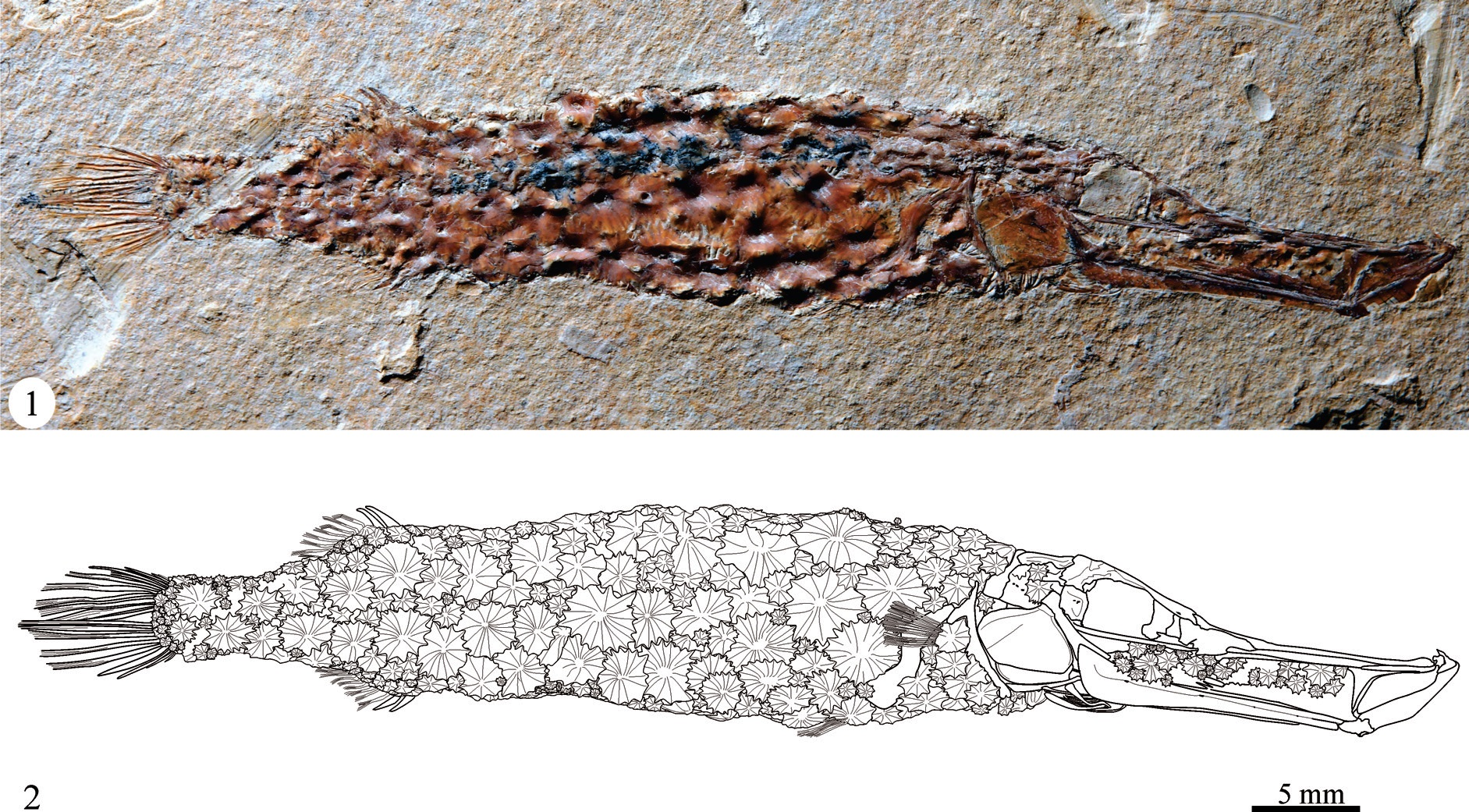
Trubkotlamka Eekaulostomus z Palenque v Mexiku, spodní paleocén

Mořské rybovité obratlovce zasáhlo vymírání na konci křídy relativně nízkou intenzitou. V současnosti dominující paprskoploutvé ryby nebyly během křídy příliš hojné, pravděpodobně kvůli zvýšené predaci nebo konkurenci s amonity a olihněmi (ačkoli i z mezozoika pocházejí nálezy některých velkých dravých forem, jako jsou skupiny Ichthyodectiformes, Pachycormiformes a Pachyrhizodontidae). Téměř okamžitě po hranici K-Pg došlo k diverzifikaci paprskoploutvých, kteří dnes tvoří téměř polovinu celé diverzity obratlovců. Úspěšný se ukázal být zejména jeden z jejich kladů zvaný Acanthomorpha (zahrnuje asi třetinu veškerých obratlovců); na konci paleocénu již dominoval mořským ekosystémům, jeho zástupci obsazovali jak prázdné ekologické niky predátorů otevřeného oceánu, tak kolonizovali obnovující se útesové ekosystémy. Ryby se rozrůzňovaly rychleji než jakákoli jiná skupina obratlovců té doby, ovšem s výjimkou ptáků. Do eocénu divergovaly v mnohé rozmanité skupiny, jako byli raní makrelovití, soltýnovití, kranasovití nebo platýsi. Nicméně rozmanité tělesné plány mohly paprskoploutvé ryby vykazovat již před paleocénem, jak ukazuje např. hrujovec rodu Pastorius s úhořovitým tvarem těla.

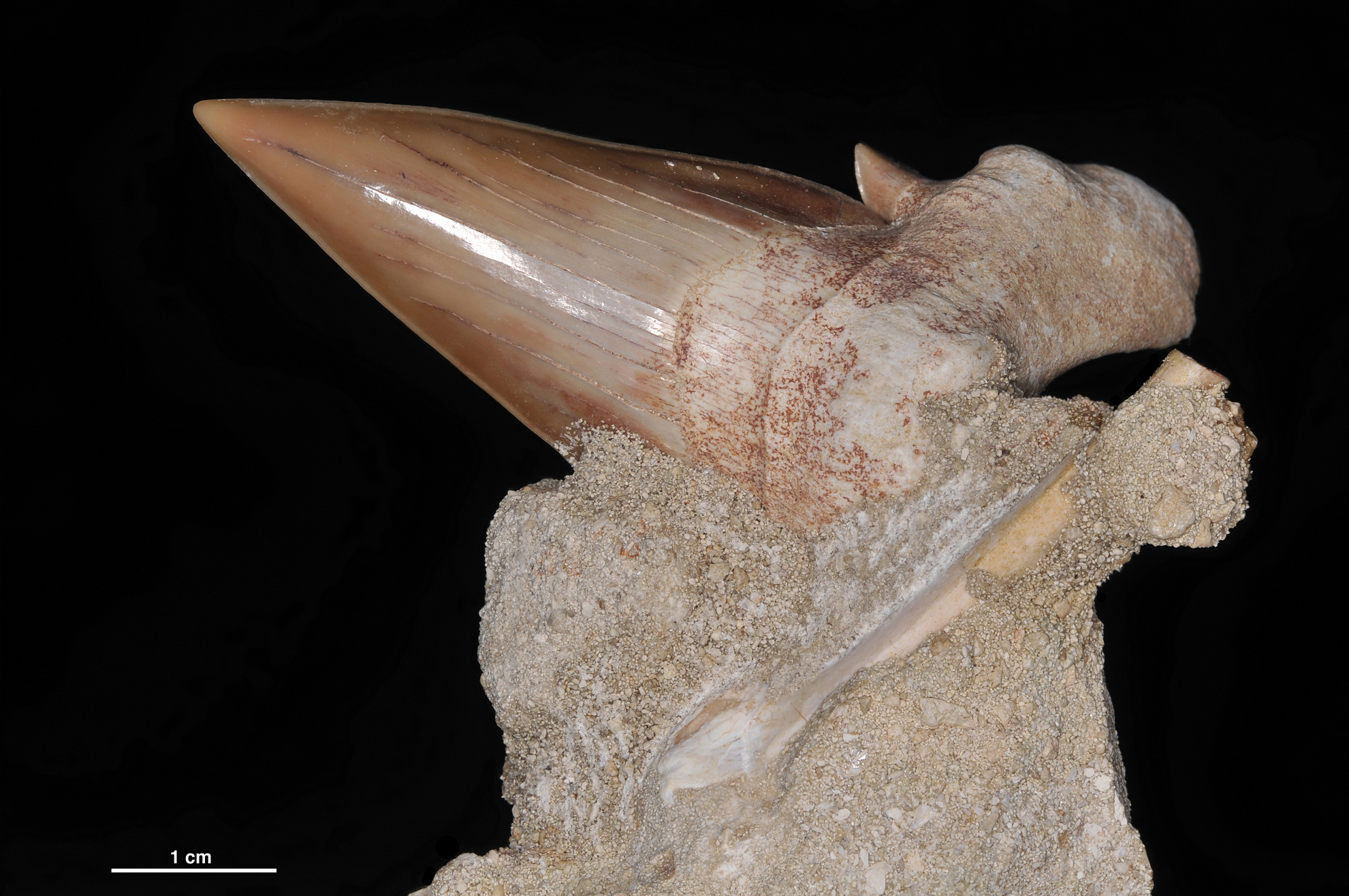
Zub žraloka Otodus obliquus, Oued Zem, Maroko

Žraloci a rejnoci navzdory úspěšnému přežití nikdy nedosáhli stejného významu jako před vymíráním na konci křídy. Namísto obrounů začali v paleocénu dominovat spíše takzvaní žralouni, kteří se soustředili na lov menších paprskoploutvých ryb, zatímco obrouni se zaměřují na větší kořist. Z paleocénu pochází mj. možný předek obřího žraloku megalodona, žraloun Otodus obliquus.
Co se týče sladkovodních ryb z paleocénu, jejich nálezy pocházejí například ze Severní Ameriky, včetně kaprounovitých, kostlínovitých, ostnojazykovitých, jednovousovitých, sumečkovitých, koruškovitých a štikovitých.

### Suchozemští bezobratlí

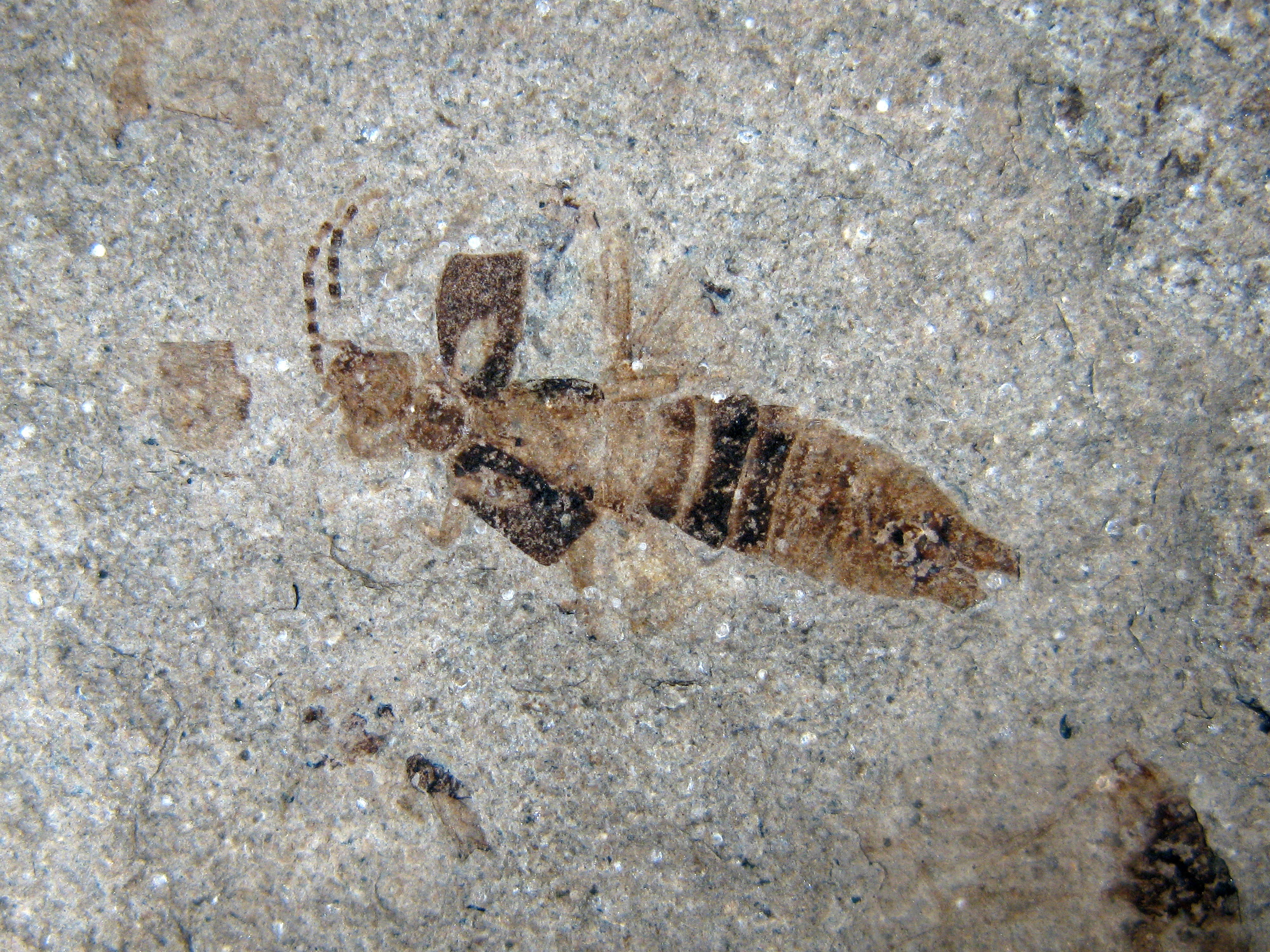
Škvor ze svrchního paleocénu, dánské souvrství Fur

Obnova hmyzích společenstev se lišila v závislosti na lokalitě. Například v západním vnitrozemí Severní Ameriky se rozmanitost hmyzu dostala na původní hodnoty až během PETM, zatímco diverzita patagonského hmyzu se dostala na původní hodnoty čtyři miliony let po hranici K-Pg. V některých oblastech, jako je Bighornská pánev ve Wyomingu, došlo během PETM k výraznému nárůstu predace na rostlinách, ovšem s následným opětovným poklesem po PETM. Nejednalo se tak zjevně o diverzifikaci hmyzu kvůli rostoucím teplotám: fytofágní hmyz možná jen následoval dočasně expandující populace hostitelských rostlin.
Francouzské souvrství Menat ze středního až svrchního paleocénu poskytuje zvlášť bohaté nálezy brouků (tvořících 77,5 % rozmanitosti hmyzu), zejména nosatců (50 % rozmanitosti), krascovitých, mandelinkovitých a čeledi Cupedidae. Hojný však byl i polokřídlý hmyz – jako jsou bruslařkovití – a také švábi. V menší míře se objevovali také rovnokřídlí, blanokřídlí, motýli a dvoukřídlí. Méně než 1 % fosilních zbytků z Menat tvoří vážky, chrostíci, jepice, škvoři, kudlanky, síťokřídlí a možná i termiti.
Wyomingské souvrství Hanna je jediným známým paleocenním nalezištěm, které poskytuje velké kusy jantaru, na rozdíl od pouze malých kapiček známých ze zbytku světa. Jantar zde produkovaly tisovce a/nebo borovice, které však vytvářely šišky podobné těm z damaroní. Jediný zde zachovaný hmyz však tvoří třásnokřídlí.

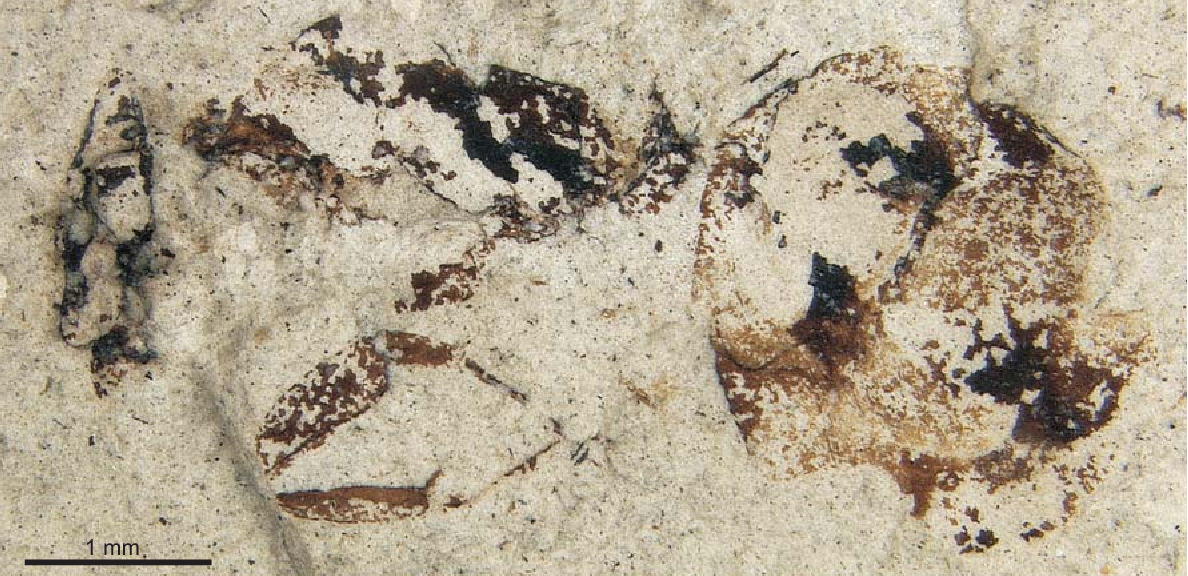
Mravenec Napakimyrma paskapooensis z kanadského souvrství Paskapoo

Fosilní záznam mravenců obsahuje velkou mezeru mezi 78 až 55 miliony lety, s výjimkou druhu Napakimyrma paskapooensis z 62–56 milionů let starého kanadského souvrství Paskapoo. Ovšem vzhledem k jejich druhové bohatosti v eocénu lze očekávat, že během paleocénu vznikly a výrazně se diverzifikovaly obě dvě hlavní podčeledi mravenců – Ponerinae a Myrmicinae. Zástupci obou z nich v ekosystému zastávali úlohu predátorů členovců, žili v listovém opadu a pravděpodobně si navzájem konkurovali o potravu i hnízda. Zástupci podčeledi Myrmicinae se však přizpůsobili i konzumaci semen a začali uzavírat symbiotické vztahy s mšicemi, vlnatkami, ostnohřbetkami a dalším hmyzem vylučujícím medovici. Z lesní podestýlky postupně kolonizovali i jiná stanoviště, jako je baldachýn stromů nebo oblasti s mírným klimatem, a ve středním eocénu se již vyskytovali celosvětově.
Ze svrchního paleocénu a středního až svrchního eocénu pochází asi 80 % všech fosilních nálezů motýlů. Většinu z nich tvoří takzvané kompresní fosilie z dánského souvrství Fur. V paleocénu zůstávala, ve srovnání s pozdějšími epochami, stále nízká diverzita motýlů na úrovni čeledí (ovšem může jít pouze o artefakt neúplného fosilního záznamu). Výrazný vliv na rozmanitost motýlů měla koevoluce s jejich predátory – netopýry, která vedla k některým antipredačním strategiím, jako je rušení echolokace a schopnost detekovat signály netopýrů.
Vymírání na konci křídy pravděpodobně silně postihlo včely kvůli úbytku kvetoucích rostlin, i když fosilní záznamy včel jsou velmi chudé. Z paleocénu pochází nález nejstarší kukaččí včely, asi 60 milionů let starého rodu Paleoepeolus.
Paleocenní souvrství jsou velmi chudá i na nálezy pavouků, byť z eocénu pochází zdaleka nejvyšší podíl jejich známých fosilních druhů. Teprve kolem PETM se zřejmě začaly diverzifikovat některé jejich skupiny, jako jsou skákavkovití a někteří pokoutníkovití.
Diverzifikace savců, zejména netopýrů, měla výrazný vliv na vývoj parazitického hmyzu. Netopýři hostí více ektoparazitů než kterýkoli jiný známý savec nebo pták. Vývoj savců během PETM tak současně ovlivnil i evoluci blech, klíšťat a bodavých dvoukřídlých.

### Mořští bezobratlí
Z mořských bezobratlých vymírání na konci křídy nejvíce zasáhlo planktonní organismy a druhy s planktonním stádiem ve svém vývojovém cyklu. Zaniklo téměř 90 % všech druhů planktonu s vápenatými schránkami, s následným zhroucením mořského potravního řetězce a vyhynutím amonitů a velkých dravých mořských plazů. Nicméně rychlá diverzifikace velkých druhů ryb v paleocénu svědčí pro rychlou obnovu planktonních společenstev.
Diverzita mořských bezobratlých se mohla obnovit asi za 7 milionů let, ovšem jejich chybějící nálezy mohou představovat artefakt: organismy menší než 5 mm fosilizují jen s malou pravděpodobností a je možné, že planktonní druhy byly během paleocénu pouze malé. Výzkum na antarktickém ostrově Seymour zjistil, že místní mořská společenstva tvořily asi 320 000 let po hranici K-Pg především organismy schopné zahrabat se do substrátu, jako někteří měkkýši, a trvalo asi milion let, než se mořská diverzita vrátila na předchozí úroveň. Oblasti blíže rovníku mohly být zasaženy výraznější měrou. Ve svrchním paleocénu se prvně objevily ploché ježovky Clypeasteroida (písečné dolary). Na ostrově Jamese Rosse bylo odkryto svrchněkřídové naleziště desetinožců zahrnující zřejmě předky jejich moderních zástupců, jako jsou antarktičtí krabi nebo humrovití rodů Linuparus, Metanephrops a Munidopsis, kteří Antarktidu obývají dodnes.

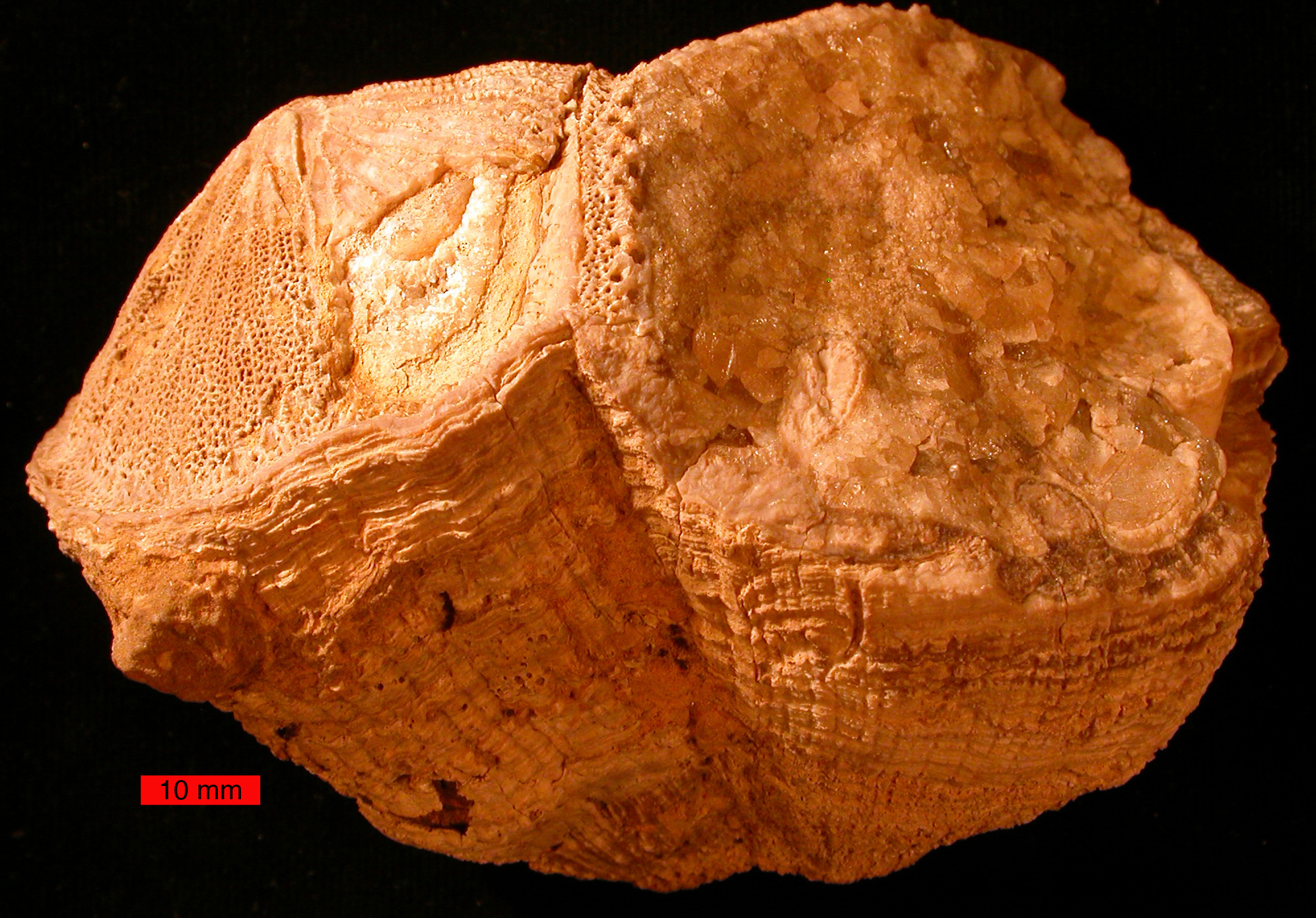
Měkkýš ze skupiny Rudista, dominantní útesotvorný organismus křídy

Hlavní útesotvorné činitele křídových moří nepředstavovali koráli (ačkoli i oni byli rozmanití), ale krabicovití mlži ze skupiny Rudista, kteří však s koncem křídy vyhynuli. Koráli zřejmě vymírání K-Pg přežili ve vyšších zeměpisných šířkách a zejména jedna jejich skupina, větevníci, se mohla diverzifikovat asi 8 milionů let po impaktu. Fosilní záznamy korálů z této doby jsou ale spíše řídké. V mělkých pobřežních zónách se objevovaly kolonie korálů se symbiotickými zooxantelami. Počínaje svrchní křídou a konče spodním eocénem došlo k rychlé diverzifikaci vápenatých korálů, kterým o prostor na mořském dne konkurovaly zejména ruduchy. V průběhu paleocénu dosáhly největší rozmanitosti také zvápenatělé zelené řasy Dasycladales. Pozůstatky velkých korálových útesů se ve fosilním záznamu hojně objevují teprve v miocénu (může nicméně jít o artefakt), v paleocénu však některé existovaly rovněž, zejména na území dnešních Pyrenejí (se stářím asi 63 milionů let), menší i v dnešním Středomoří.